# Но
Но (яп. 能 но:, «мастерство, умение, талант») — один из видов японского драматического театра. У истоков но стояли Канъами Киёцугу и его сын Дзэами Мотокиё: первый, актёр народных представлений саругаку, пытался ориентировать своё искусство на дворян и аристократов, вводя в пьесы новые элементы и изменяя структуру спектакля, а второй не только развил идеи отца об исполнительском мастерстве, но и создал множество пьес, которые и в XXI веке продолжают входить в репертуар театра; саругаку, подвергаясь реформаторской деятельности, постепенно преобразовался в но.

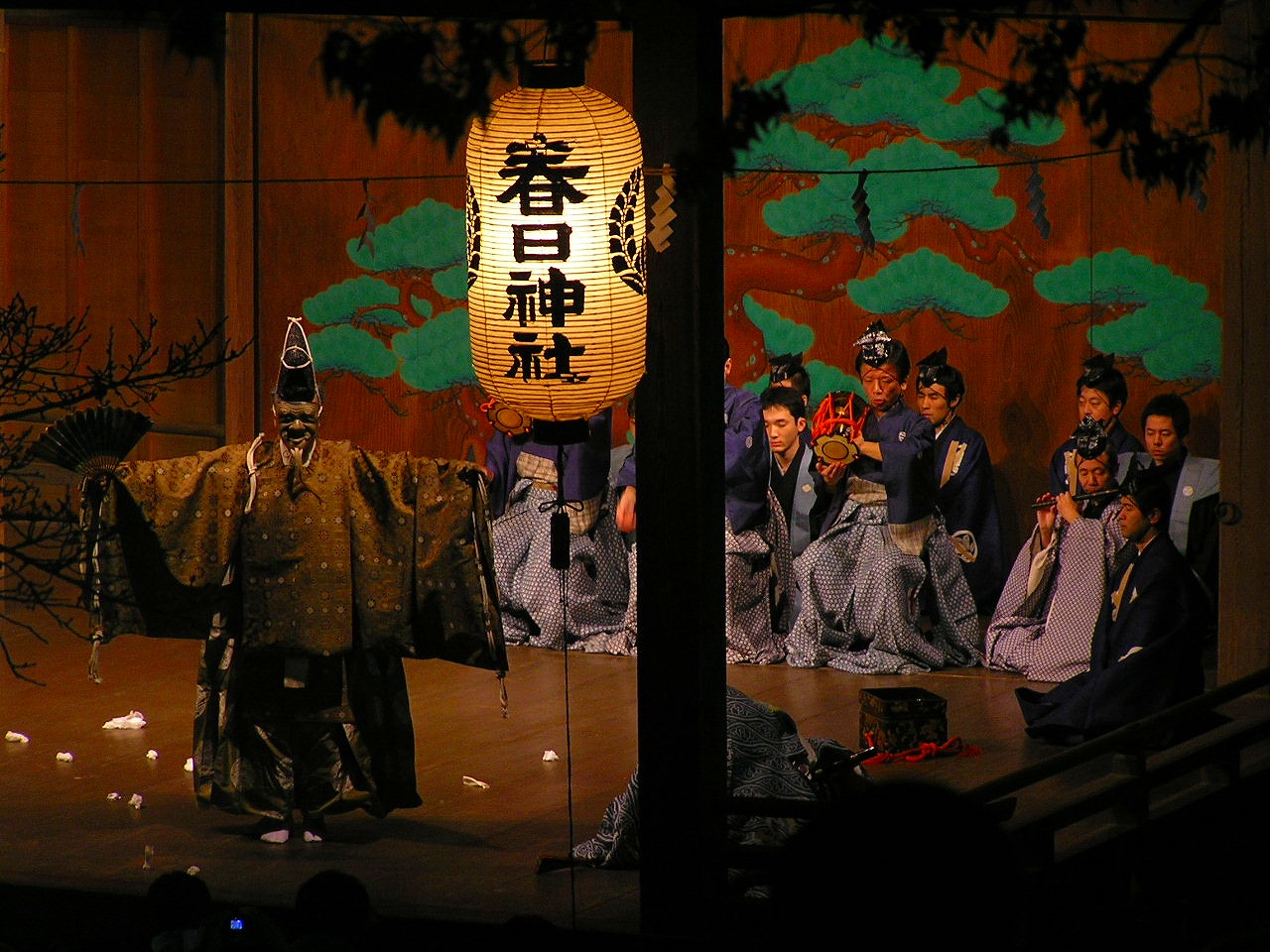
Сцена из спектакля «Окина». Святилище Касуга-Дзиндзя, г. Сасаяма, преф. Нагано. 2006

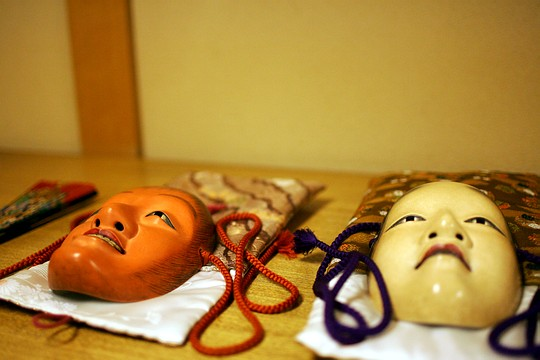
Маски театра но

Сцена театра имеет каноническую конструкцию; на ней актёрский ансамбль в сопровождении музыки и песнопений разворачивает действо. Классическая программа включает исполнение пяти пьес и трёх комедийных сценок в промежутках между ними. По словам доктора искусствоведения Н. Г. Анариной, в театре но «драма-текст и драма-слово находятся в сложном сплаве с музыкой-ритмом-шумами-шорохами, с танцем-пантомимой-жестом-движением-позой-паузой, с особой техникой пения-речитации-чтения-выкрика».

## Историяно

### Жанры, предшествовавшиено
В конце VIII века в Японию из Китая прибыли исполнители, которые показывали своё мастерство при стечении народа на открытом пространстве. Это искусство, носившее на родине название сань-юэ, в Японии получило название сангаку (散楽, «смешанные представления», «разнообразная музыка»). Представление включало в себя различные элементы: цирковые номера (жонглирование, игра в мяч, демонстрация акробатической ловкости); показ фокусов и чудес; исполнение музыки, песен и танцев; мимические сценки с переодеваниями.
Японизированной версией сангаку, по мнению большинства исследователей, стало искусство саругаку (猿楽, букв. «обезьянья музыка», где «сару» — «обезьянничать, подражать»), которое вобрало в себя элементы увеселительных танцев кабу и исполняемых под музыку песен каё и в котором, в отличие от сангаку, преобладало подражательное действие — комическая пантомима. Актёры саругаку, выходцы из низших слоёв общества, выступали во время религиозных праздников, когда толпы верующих стекались в храмы. Согласно трактату «Син Саругаку Ки» («Записки о новых саругаку», ок. 1060 года) придворного учёного Фудзивара-но Акихиры, саругаку посещались представителями разных слоёв общества: самураями, торговцами, борцами, художниками и т. д.; хотя платы за присутствие на спектакле не существовало, был принят обычай делать актёрам подношения в качестве вознаграждения за их игру.
Конкурентом саругаку за внимание зрителя стало дэнгаку (田楽, «сельские игры», «сельская музыка», «музыка полей») — представление, рассказывающее о борьбе за контроль над сельскохозяйственными полями между силами добра и зла и сложившееся из сельских обрядов таасоби («полевые игры») заклинательного характера. В конце периода Хэйан (794—1185) начали формироваться актёрские цеха (т. н. дза, ставшие прообразом актёрских школ рю); свои собственные труппы организовывали монастыри и храмы. Первые цеха саругаку возникли примерно через столетие и состояли из буддийских священнослужителей низкого ранга. И дэнгаку, и саругаку, заимствовавшие элементы друг друга, не имели стационарных площадок и постоянного репертуара; тексты сценок письменно не фиксировались, а исполнялись импровизационно. В период Камакура (1185—1333) эти зрелища во многом благодаря даймё, приглашавшим труппы в свои владения, стали распространяться по всей стране.
До XIV века дэнгаку опережал саругаку в популярности, для описания огромного интереса к нему со стороны публики в источниках того времени указывались слова «болезнь» и «эпидемия». Исполняемые профессиональными актёрами представления стали именоваться с использованием дополнительного иероглифа «но» (能), означающего «мастерство, умение, талант» — дэнгаку-но но (田楽の能), саругаку-но но (猿楽の能); по мнению японского историка театра Каватакэ Сигэтоси, это было вызвано появлением в представлениях тематического единства, сменившего разрозненные номера, что и обозначило новую ступень в развитии театра. Вместе с тем продолжали существовать представления дэнгаку и саругаку, исполнявшиеся непрофессионалами; любительство как явление распространилось во всех слоях общества.

### До 1467 года
Обновление формы и содержания представлений саругаку-но но японские исследователи связывают с творческой деятельностью Канъами Киёцугу (1333—1384). В раннем возрасте он оказался на обучении в семье актёров саругаку-но но из провинции Ямато. Повзрослев, Канъами основал собственную труппу «Юсаки-дза» (позднее получила название «Кандзэ-дза») и изучал творчество многих других. У актёра дэнгаку-но но Иттю, которого Киёцугу называл своим учителем, он перенял умение соединять в игре две формы — подражание мономанэ и изысканный стиль югэн, что до него в саругаку-но но никогда не практиковалось. Им же было введено понятие хана («цветок»), обозначающее очарование актёрской игры.
В 1374 году в Киото состоялось представление для поддержки храма Дзидзодзи, и среди его зрителей оказался шестнадцатилетний сёгун Асикага Ёсимицу. Тот был настолько обворожён игрой Киёцугу и его сына Дзэами Мотокиё, что стал почитателем и меценатом «Юсаки-дза», взял труппу во дворец, а мальчика сделал своим пажом. Поступок Ёсимицу осуждался двором: аристократы не понимали, как можно приближать ко двору нищих актёров. Один из придворных в 1378 году писал в своём дневнике: «Сёгуна сопровождал мальчик, актёр труппы Ямато-саругаку. Он наблюдал праздник из сёгунских носилок… Эти исполнители саругаку не лучше грабителей, но поскольку этот мальчик служит сёгуну и любим им, все выражают ему свою благосклонность. Кто преподносит ему подарки, снискивают расположение сёгуна. Даймё и другие знатные люди соперничают друг с другом в поднесении мальчику необычайных даров».
Киёцугу, которому представилась возможность стать придворным актёром, считал, что ранее ассоциировавшееся только со святилищами и храмами искусство саругаку отныне должно было соответствовать культурным запросам военного дворянства, для чего его следовало подвергнуть реформации. Преобразования затронули все составляющие спектакля: Канъами создал обновлённые версии старых пьес, прежде устно существовавших в форме сюжетных заданий, а теперь зафиксированных письменно, превратил повествовательные пьесы нередко комической направленности в полноценные драматические произведения, создал большое число собственных пьес. Кроме того, в спектакль им был введён популярный в то время танец кусэ-маи.
С началом творчества Канъами саругаку-но но в течение около полувека преобразовалось в театр но: хотя термин «саругаку-но но» продолжал фигурировать в источниках, согласно общепринятому мнению японских театроведов, «эпоха театра но» началась уже в середине XIV века. Отсекание слова «саругаку» («обезьяньи игры») обозначило изменение содержания представлений в сторону их более серьёзного характера. К этому же времени сложилась традиция объединения в рамках одного представления серьёзных драм и комических сценок — кёгэнов (狂言, букв. «безумные слова»). Наряду со спектаклями дэнгаку и эннэн, ритуалами кагура и состязаниями сумо, ими перемежались и пьесы театра но.

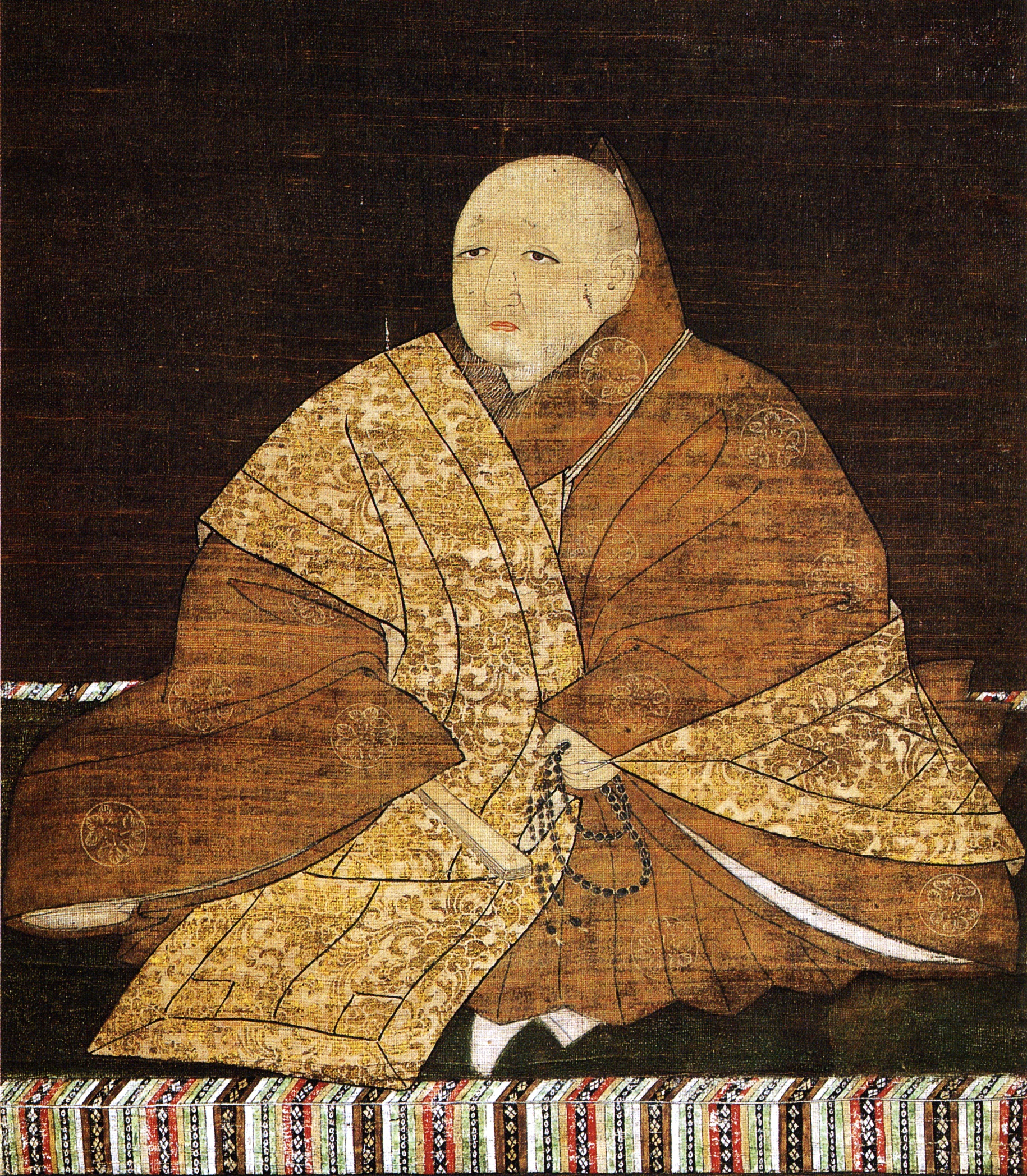
Асикага Ёсимицу — сёгун, покровительствовавший но

С ростом влияния воинского сословия, пришедшего к власти в конце XII века и сохранявшего свои позиции до 1868 года, распространение получило буддийское вероучение дзэн. Постепенно оно проникло во все слои общества, и для японцев догмат о просветлении сатори стал элементом национальной мировоззренческой системы. На этом фоне главными деятелями культуры стали буддийские монахи. Канъами, а впоследствии и Дзэами постриглись, их примеру последовали многие преемники. На этапе становления но независимо от сюжета все пьесы содержали в себе буддийские идеи, и зрители, более не способные рассматривать действо на сцене как нечто, воспроизводящее действительность, стали относиться к нему, как к проповеди.
В 1383 году по приглашению Ёсимицу благотворительный спектакль посетило несколько императорских придворных; аристократы, подражавшие привычкам класса воинов, стали посещать спектакли саругаку всё чаще, а труппы начали постоянно приглашаться во дворцы сёгуна и даймё. В 1408 году впервые в истории свидетелем этого представления стал император Японии — Го-Комацу. Ёсимицу до самой смерти покровительствовал роду Канъами, поддержку театру оказывали и следующие поколения сёгунов Асикага — Ёсимоти и Ёсинори.
Дело отца продолжил Дзэами (1363—1443). Ему, ставшему пажом Асикаги Ёсимицу, представился шанс получить хорошее образование и воспитание; в развитии талантов мальчика принимал участие придворный поэт Нидзё Ёсимото. Мотокиё довелось наблюдать ритуалы и церемонии двора, а также спектакли в исполнении профессиональных актёров, и таким образом изучить вкусы аристократической публики. После смерти отца в 1384 году он возглавил «Кандзэ-дза»; со временем труппа укрупнилась, вобрав ещё несколько актёрских цехов. Черпая сюжеты из «Хэйкэ-моногатари» и «Тайхэйки», Дзэами для зрителей-воинов создал тематически новую серию драм о легендарных героических воинах из кланов Тайра и Минамото. Кроме того, Дзэами, написавший для театра более ста пьес, создал учение об актёрском мастерстве.
Несколько пьес для театра но создал старший сын Дзэами Кандзэ Мотомаса (1398/1404? — 1432), а с 1429 года любимцем двора стал его племянник Онъами Мотосигэ (1398—1476). В отличие от Мотокиё, его не волновала философия представления, а интересовали необычные остродраматические сюжеты, пышные и зрелищные постановки. По своей структуре спектакль Онъами отличался от принятой у большинства других актёров. В трактате «Сикадо» Дзэами рекомендовал начинать его с пьесы «Окина», а затем играть ещё три пьесы с двумя фарсами в промежутках между ними; Онъами же, сокращая тексты, неумеренно увеличивал число пьес; так, в 1434 году одно из представлений содержало их уже пятнадцать. Эти укороченные пьесы получили специальное название — хан-но («полу-но»). Драмы другого современника Дзэами — Миямасу — отличались тем, что включали большой состав действующих лиц (до 12), были почти полностью написаны прозой и необычайно длинны.
Последние годы жизни Дзэами провёл в доме зятя Компару Дзэнтику (1405—1470), ему он и передал рукописи своих трактатов. Дзэнтику, изучавший дзэн под руководством мастера Иккю Содзюна (1394—1481) и испытывавший его влияние, попытался развить идеи Дзэами о мастерстве актёра в контексте дзэн-буддизма. Он выдвинул идею ка-бу-иссин («песня-танец = исток один»), утверждая, что так же как и практиковавшаяся аристократами поэзия вака, искусство но происходит из сердца поэта-творца и актёра-творца. Дзэнтику, считавший, что в основе каждого представления лежит природа Будды, в трактате «Рокурин итиро-но ки» («Записи о шести кругах и одной росинке») развил мысль о погружении мастера но в особые круги бытия.
В это время упрочилось экономическое положение актёров: периодически организовывались многодневные спектакли кандзин-но, и часть денег, вырученных путём взимания платы за вход, шла на поддержание актёрских цехов. Постепенно уменьшалось число кочевых трупп, и формировались два рода публики — аристократия и простой народ, а также соответствующие им стили представления — сдержанные и исполняемые в непринуждённой, шумной атмосфере. К концу периода крупнейшими актёрскими цехами стали «Кандзэ-дза» («Юсаки-дза») и «Компару-дза» («Сакато-дза») из Нары и Киото, а также действовавшие в провинции «Хосё-дза» («Тохи-дза») и «Конго-дза» («Энмаи-дза»). Постепенно театр но занял господствующее положение, а спектакли дэнгаку-но но исчезли из столичного театрального обихода; всё чаще стали устраиваться представления но с участием непрофессионалов: женщин (в том числе придворных дам), подростков, прислужников в храмах — тэ-саругаку («любительские саругаку»), нёбо-саругаку («дамские саругаку»), тиго-саругаку («саругаку послушников»), соответственно.

### 1467—1573 годы
В 1467 году в Японии начался период смут и междоусобиц, закончившийся только с наступлением периода Эдо. К 1477 году была разрушена значительная часть Киото, сёгунат политически и финансово ослабел, простой народ впал в бедность. Даймё же достигли могущества; возросла роль городов, где под влиянием испанских и португальских миссионеров стали осваиваться точные науки. Как и в ранний (до Канъами) период, ареной для спектаклей саругаку стали деревни, в которых возникли самодеятельные труппы из числа сельских жителей, включая самураев, не участвовавших в боевых действиях.
Вслед за Онъами театром заинтересовался его сын Кандзэ Кодзиро Нобумицу (1435—1516): состоя в цехе «Юсаки-дза», будучи исполнителем ролей второго плана и музыкантом, играющим на барабане оцудзуми, он также занимался и написанием пьес. В настоящее время в театре но играются 32 пьесы, созданные Нобумицу; они, включающие, как правило, большой состав действующих лиц, содержащие много (до 16) сцен, диалогичные и написанные ритмичной прозой, позволяют создавать яркие и зрелищные спектакли. Остроконфликтные драмы, рассчитанные на сценические эффекты, создавали сын Нобумицу Кандзэ Ядзиро Нагатоси (1488—1541) и внук Дзэнтику Компару Дзэмпо (1454—1520).
В конце периода Муромати (1336—1573) обострилось соперничество «Кандзэ-дза», «Хосё-дза», «Компару-дза» и «Конго-дза». Историки японского театра называют этот период «эпохой вражды трупп»: цеха вырабатывали индивидуальную исполнительскую манеру, и итогом творческого соперничества стало повышение актёрского мастерства. «Кандзэ-дза» и «Хосё-дза» следовали «стилю Киото», стремясь к совершенству и новизне и ориентируясь прежде всего на столичную аудиторию. «Компару-дза» и «Конго-дза» создали «стиль города Нара», диктовавший консерватизм и отвечавший вкусам провинциальных зрителей.

### Период Адзути-Момояма (1573—1603)
В период Адзути-Момояма начался процесс создания централизованной власти под началом трёх полководцев-феодалов — Оды Нобунаги, Тоётоми Хидэёси и Токугавы Иэясу, вошедших в историю как «три объединителя Японии». Увлечение театром но, так же как и литературой периода Хэйан, было всеобщим. Нобунага и Хидэёси были поклонниками представлений, причём Тоётоми стал первым правителем Японии, кто исполнил в спектакле главную роль. Его интересовали различные варианты представления, в том числе онна-саругаку — «саругаку в исполнении женщин».
Занятия Хидэёси практиковал в любых условиях, в том числе в полевых; так, находясь в ставке в городе Нагоя и ожидая вестей от находившейся в Корее экспедиционной армии, он коротал время разучиванием пьес, прежде всего тех, что содержали батальные сцены. В 1593 году Хидэёси исполнил несколько пьес в императорском дворце, а некоторое время спустя, выступив вместе с Токугавой Иэясу перед придворными дамами, получил вознаграждение наравне с профессиональными актёрами. По приказу Хидэёси его личный биограф Омура Юко создал несколько пьес, в которых главным героем стал сам Тоётоми. В подражание правителю его окружение также проявляло к театру активный интерес.

### Период Эдо (1603—1868)
С переносом столицы из Киото в Эдо, туда, ближе к сёгуну, стали стекаться таланты со всей Японии. В то время как театры кабуки и бунраку стали любимыми зрелищами горожан, но была отведена специальная роль при сёгунском дворе: указом от 1615 года он был объявлен сикигаку — «церемониальным театром» правящего класса. Для самураев, которым было запрещено посещать кабуки, спектакли но стали частью культурной жизни. Торжественными представлениями театра отмечались приход к власти нового правителя, назначение должностных лиц высоких рангов, бракосочетания знатных особ, рождение сыновей во влиятельных семьях, причём приглашения на них получали не только знатные люди, но и простые горожане; уже само присутствие на таком спектакле считалось большой честью.
Лучшие труппы того времени («Кандзэ-дза», «Хосё-дза», «Компару-дза», «Конго-дза» и новая «Кита-дза», сформировавшаяся под личным покровительством второго сёгуна Токугава Хидэтады) также переместились в Эдо. Актёры но были приравнены к низшему разряду самурайства и с тех пор должны были исполнять определённые регламентации. Правительственным указом 1647 года им было запрещено «иметь лишнее имущество, кроме костюмов саругаку и утвари», «изучать воинское и другие искусства, не соответствующие их положению», и предписано «хранить старые семейные традиции». Для контроля над группами была введена иэмото сэйдо — «система главы дома», предусматривавшая личную ответственность руководителя труппы перед властями.
Начиная с 1618 года актёры театра стали получать постоянный рисовый паёк: на их содержание даймё выделяли один коку (≈150 кг) риса с каждых 10 000 коку, собранных с полей; около 110 тонн ежегодно выделял сёгун. Вкупе с поддержкой меценатов и сохранением традиции одаривания исполнителей во время и после представлений это позволило актёрам но, прежде всего главам трупп, вести роскошную жизнь. Будучи образованнее и состоятельнее многих самураев, они, вместе с тем, должны были соблюдать унизительный этикет: актёрам запрещалось сидеть в присутствии знати.
Став искусством при дворе, театр но лишился массового зрителя; все труппы, кроме официально признанных, были запрещены. Роль представлений для широкой публики выполняли бенефисные многодневные спектакли тёнин-но («но для горожан»), сборы от которых шли стареющим актёрам и которые разрешалось давать каждому актёру всего один раз. Они устраивались на временной сцене, начинались в семь утра и заканчивались в десять часов вечера. В последний раз такое представление было устроено в 1848 году в честь пятидесятилетия актёра Хосё Томоюки: подготовка к действу началась за год до события, для строительства временной сцены была использована площадь в 7000 м², в самом спектакле, продлившемся пятнадцать дней, участвовало 200 актёров, а его зрителями стали около 60 тысяч человек. После разрушительного землетрясения 1855 года труппы но не давали в Эдо общедоступных представлений в течение трёх лет и возобновили их только в 1858 году спектаклем в честь принятия правления нового сёгуна — Токугавы Иэмоти.
Как и в древности, в период Эдо считалось, что хорошая актёрская игра способствует процветанию страны, а плохая гневит богов и приносит беды, в связи с чем небрежность в исполнительстве каралась: в отдельных случаях провинившихся артистов ссылали на отдалённые острова или приговаривали к совершению харакири. Вследствие этого актёры стали больше уделять внимание своей технике, и, по мнению некоторых японских исследователей, произошла реализация на практике идеалов Дзэами, высказанных им в отношении исполнительского мастерства. Шёл процесс становления художественного канона театра: строго упорядочивались все компоненты сценического воплощения. Для придания спектаклю торжественного ритма была изменена манера речеведения: ранее близкий темпу разговорной речи диалог стал произноситься протяжно; были увеличены танцевальные сцены; в аккомпанементе стала преобладать игра барабанов; к единообразной структуре сводились тексты драм, ведущее место в репертуаре было отдано драматургии периода Муромати. Формализация увеличивала длину представлений — пьесы, ранее игравшиеся за 30—40 минут, стали играться час и более, а ужесточение требований к актёрам привело к созданию уникальных исполнительских приёмов.

### Период Мэйдзи (1868—1912) — настоящее время

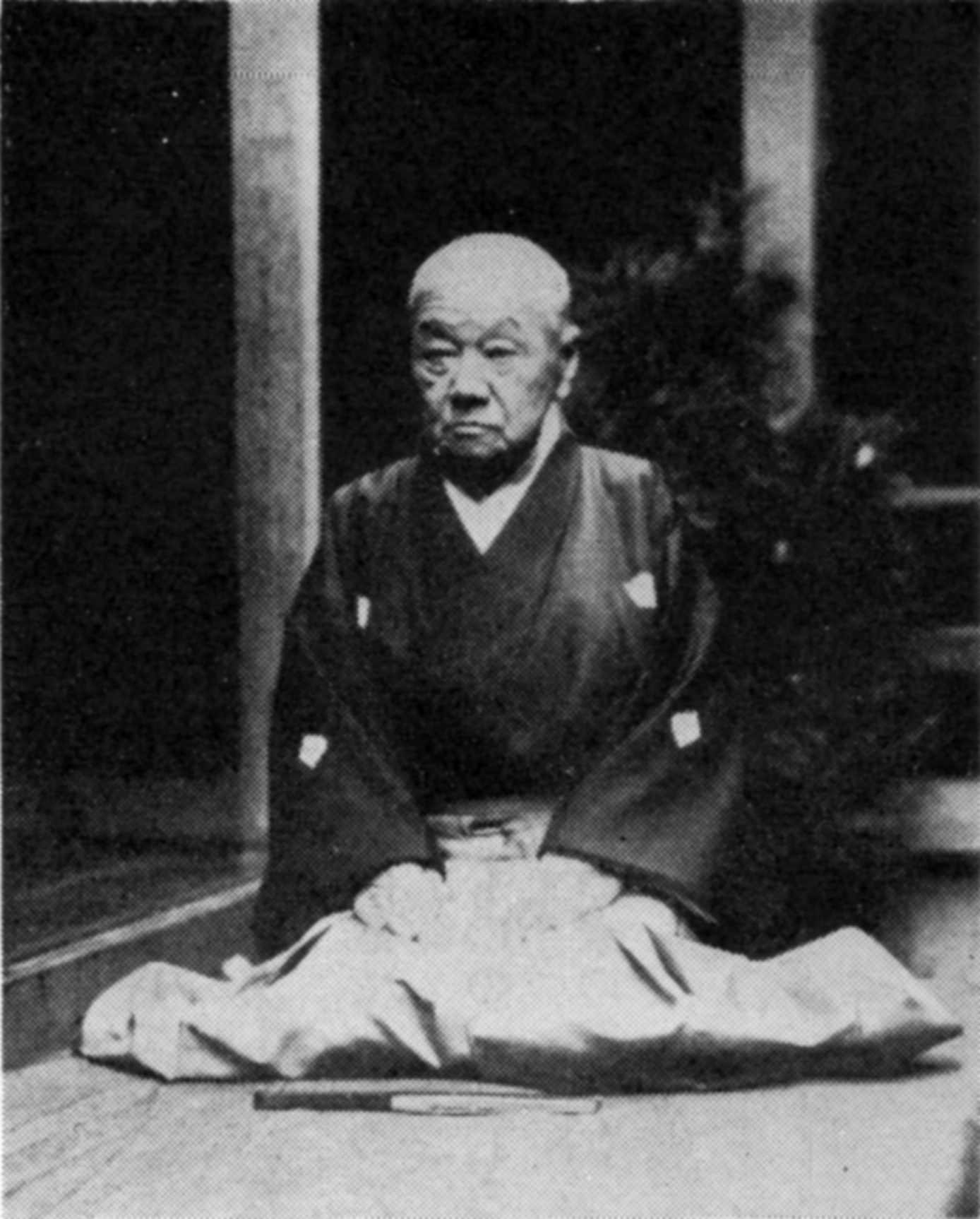
Умэвака Минору — актёр, возродивший публичные представления но после Реставрации Мэйдзи

С началом Реставрации Мэйдзи тесно связанный с сёгунатом театр но оказался не нужен обществу. Актёры, лишённые государственного жалования, в поисках заработка стали разбредаться по стране; спектакли организовывались редко. В таких условиях оставались энтузиасты, продолжавшие заниматься любимым искусством. Так, проживавший в Токио актёр Умэвака Минору с 1870 года трижды в месяц устраивал спектакли на своей домашней сцене, вокруг которой могло расположиться до пятнадцати зрителей; ежемесячные спектакли давал Конго Юити.
Для возрождения театра внесли свои пожертвования члены императорской семьи; последовали сборы от отдельных меценатов и общественных организаций. Проявили интерес к но и иностранцы; идею необходимости сохранения театра поддержал посетивший в 1879 году представления бывший президент США Улисс Грант.
Первый общедоступный крытый театр но был открыт в 1881 году в токийском парке Сиба, силами нескольких трупп был дан спектакль. На открытии Маэдой Нариясу был предложен и с тех пор используется термин ногаку («музыка но») для обозначения искусств но и кёгэн в совокупности, хотя данный термин может выступать и как синоним «но».
В результате бомбардировок Японии в 1945 году было уничтожено большинство городских театров, что вкупе с шатким финансовым положением поставило ногаку на грань разорения. В августе, незадолго до конца войны, была создана объединившая около тысячи человек ассоциация актёров и музыкантов но «Ногаку кёкай», которую возглавил Кита Минору. Целью организации стало спасение но от деградации и уничтожения. Помимо экономических трудностей общество столкнулось с запретами и регламентациями американских оккупационных властей, расценивавших театр как антидемократическое явление.
Ассоциация занималась снабжением трупп реквизитом и вела переговоры с оккупационными властями о намечавшихся постановках; создавались частные и общественные школы для обучения актёров и музыкантов — «Ногакудзюку» и «Ногаку ёсэйкай», издавался журнал «Но» (с 1946 по 1953 год). По мере стабилизации жизни в послевоенной Японии большую часть административных функций «Сядан Ходзин Ногаку кёкай» утратила, и Ассоциация занялась общим контролем и регулированием деятельности своих членов.
В 1954 году состоялось первое зарубежное выступление актёров но — на Международном фестивале театрального искусства в Венеции. На следующий год в Японии была учреждена система нематериальных культурных ценностей , в результате чего статус «живого национального сокровища» (нингэн-кокухо) получили несколько актёров ногаку, кабуки и бунраку. В 1979 году в университете Хосэй был проведён первый международный симпозиум, посвящённый но, — «Но в мире», в 1983 году открылся Национальный театр но. В 2001 году ногаку было провозглашёно ЮНЕСКО шедевром устного и нематериального культурного наследия, а спустя семь лет включено в соответствующий репрезентативный список.

## Актёры и амплуа
Для общего обозначения участников спектакля в японском театре со времён Дзэами используется слово «якуся». К ведущим ролям театра но (т. н. ситэката) относятся амплуа ситэ, коката и дзиутаиката (хористы). Ситэ (シテ, «тот, кто действует») — главное действующее лицо — в двухчастных пьесах появляется в двух разных образах: вначале — маэдзитэ («действовать сначала») — облике обыкновенного человека, затем — нотидзитэ («действовать потом») — облике духа, призрака и т. п. Как правило, маэдзитэ и нотидзитэ представляют собой одного и того же героя, однако бывают и исключения: так, в пьесе «Фуна Бэнкэй» маэдзитэ — женщина по имени Сидзука, а нотидзитэ — призрак персонажа Ацумори. В одночастных пьесах сущность ситэ остаётся неизменной на протяжении всего представления. Актёром амплуа коката (子方, «отрок») традиционно является мальчик-подросток, в числе его функций — исполнение ролей ребёнка, императора или сёгуна.
Для общего обозначения других исполнителей — вакиката, кёгэнката и хаясиката (музыкантов) — используется термин сан яку («три роли»). К вакиката — второстепенным ролям — в числе прочих относится амплуа ваки (ワキ, «боковой»): этот персонаж обычно первым появляется на сцене и обращается с вопросами к ситэ и кёгэнката, побуждая тех вести повествование. В большинстве пьес имя ваки не называется; когда этот персонаж не вовлечён в активное действие на сцене, он неподвижно сидит в месте ваки-дза за одной из колонн.
Роли ситэ и ваки аналогичны ролям протагониста и девтерагониста в древнегреческом театре; в рамках пьесы но их могут сопровождать спутники цурэ: от одного до четырёх у ситэ (т. н. ситэдзурэ — «сопровождающий действователя»), один-два у ваки (вакидзурэ), в некоторых случаях, с целью придания сюжету дополнительной драматичности, их также может сопровождать т. н. томо («друг»).
Кроме того, в составе участников драмы фигурирует персонаж роли кёгэнката (исполнитель комических сценок как в но, так и непосредственно в кёгэне) — аикёгэн. Он появляется на сцене в момент переодевания ситэ и на разговорном стиле пересказывает содержание пьесы или рассказывает лежащую в основе её сюжета легенду. При этом актёр может либо просто сидеть в центре сцены и рассказывать историю (такая сцена называется катариаи), либо принимать активное участие в разворачивании сюжета пьесы (такая сцена именуется асирайаи), к примеру, в пьесе «Фуна Бэнкэй» аикёгэн управляет лодкой героя Ёсицунэ.

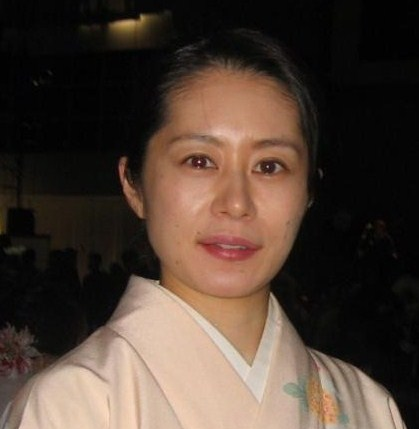
Современная актриса театра но Кинуэ Осима (2010 год)

Рядом с оркестром, у задней стены слева сидит помощник сцены кокэн (後見). Во время спектакля он может подать исполнителю какой-либо реквизит или поправить его костюм. Кокэн, так же как цурэ и томо, может относиться к ролям и ситэката, и вакиката, но по большей части он помогает актёру ситэ (т. н. кокэнката), реже — актёрам ваки, аикёгэн и хористам. Обычное число кокэнов на сцене составляет два-три человека, но, к примеру, в пьесе «Додзёдзи», в которой по сюжету необходимо поднять тяжёлый колокол, их число достигает пяти.
Каждый из исполнителей в но принадлежит к конкретной школе — рю. В отличие от средневековых гильдий дза, представлявших собой труппу профессиональных актёров, исполнявших музыку, танцы и песни собственного сочинения, рю являются специализированными организациями, занимающимися подготовкой артистов, принимающих участие в представлении: исполнителей ролей ситэ, ситэдзурэ, ваки, вакидзурэ, аикёгэна и музыкантов. При этом актёры одного амплуа в официальных представлениях никогда не исполняют роли другого.
В театре но продолжает существовать появившаяся в Средневековье иэмото сэйдо — «система главы дома». Наследственный, как правило, руководитель школы иэмото определяет репертуар театра: он имеет право на включение новых пьес или исключение старых, пересмотр музыки и текста драмы. В числе его возможностей и функций — поощрение актёров, определение уровня их мастерства, выдача лицензий на право исполнения определённой роли. Руководитель школы, являющейся ответвлением основной, называется сокэ.
Школы различаются по преподаваемым стилям и техникам исполнения, репертуару, названиям пьес (к примеру, пьеса, называемая в школе «Кандзэ» «Адатигахара», в других носит название «Куродзука»; помимо этого, некоторые пьесы при одинаковом произношении пишутся с использованием разных знаков письменности). Число возможных комбинаций сочетаний актёров различных школ в рамках одной пьесы превышает 3600; при наличии расхождений в текстах, используемых воспитанниками разных рю, требуется внесение в них необходимых корректировок. Крупнейший школой ситэ по состоянию на 2006 год является «Кандзэ».
Ниже представлены предметные области обучения участников спектакля и школы, занимающиеся ими (согласно изданию Historical Dictionary of Japanese Traditional Theatre 2006 года):
| - амплуа ситэката: камигакари — «Кандзэ» и «Хосё»; симогакари — «Кита», «Компару», «Конго»; - амплуа вакиката: «Симо», «Такаясу», «Фукуо», «Хосё»; - амплуа аикёгэн: «Идзуми», «Окура», «Саги»; | - игра на фуэ: «Иссо», «Морита», «Фудзита»; - игра на тайко: «Кандзэ», «Компару»; - игра на коцудзуми: «Кандзэ», «Ко», «Кокусэй», «Окура»; - игра на оцудзуми: «Исси», «Кадоно», «Окура», «Такаясу», «Хосё». |

Большинство ролей в но и кёгэне играются мужчинами; женщины выступают в основном на любительской сцене, хотя и среди них есть профессиональные исполнители. Первой статус профессиональной актрисы но (т. н. дзёрю ногакуси) получила относившаяся к школе «Кандзэ» Кимико Цумура (1902—1974); женщин, как членов организации, «Сядан ходзин ногаку кёкай» признала в 1948 году, разрешение на выступление в но получили и несколько зарубежных исполнительниц. По состоянию на начало XXI века в представлениях ногаку занято около 1500 профессиональных актёров. В отличие от кабуки, в котором, по словам исследователя С. Лейтера, имена актёров известны даже тем, кто само представление никогда не видел, актёры кёгэна и но не так популярны. В то же время телевидение Японии регулярно транслирует представления театра и документальные фильмы о нём.
После Второй мировой войны классы по обучению искусству но были открыты в Токийском университете искусств; широко распространилось любительство. В 1990-х годах оно проникло и в студенческую среду: групповые занятия в послелекционное время проводятся за небольшую плату под руководством профессиональных актёров. В условиях нерентабельности театра ввиду дороговизны реквизита и сложности подготовки исполнителей, преподавание для актёров может являться одним из источников заработка, нередко даже основным.

## Сцена
Первые представления но устраивались либо на сценах, предназначенных для представлений кагура и бугаку, либо на утоптанных земляных площадках квадратной формы. Каноническая конструкция сцены была выработана к середине периода Эдо (1603—1868). Старейшими из сохранившихся являются сцены в святилище на острове Ицукусима (1568 год постройки) и на территории храма Ниси Хонган-дзи в Киото (1595 год).

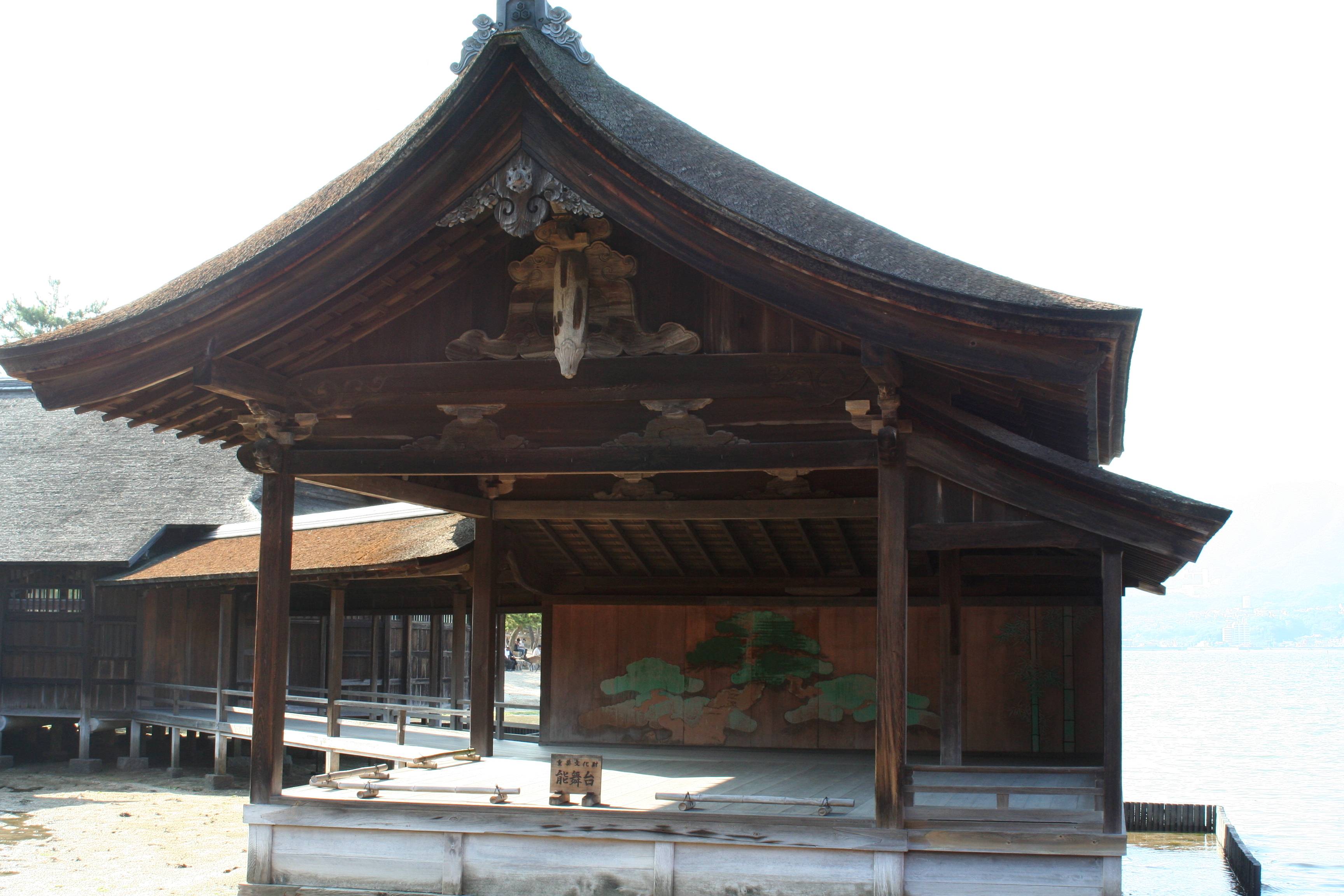
Сцена но в святилище на острове Ицукусима

По состоянию на 2006 год в Японии существует около 70 функционирующих сцен и зданий театра но, причём они не закреплены за определёнными труппами. В постройках современного типа (т. н. ногакудо) имеются просторное фойе и рестораны. По словам японоведа Д. Кина, «…когда сцена но помещена внутрь театрального здания, когда зрители театра но одеты в деловые костюмы и вдохновлённые Парижем европейские платья, сцена всё ещё сохраняет свою власть над людьми, делая тише голоса входящих в зал ещё до начала спектакля… Она напоминает церковь, которая, сама являясь архитектурным шедевром, в то же время приспособлена для исполнения драмы мессы…».
Сцена театра но бутай и все элементы конструкции изготавливаются из неокрашенного японского кипариса (хиноки), естественный цвет которого колеблется от солнечно-золотого до чёрно-шоколадного. Основная часть сцены хон бутай        имеет размеры примерно 6×6 метров и высоту от пола около 90 сантиметров, её центральная часть носит название сёнака < 28 > («самая середина»). Слева к сцене под углом от 100 до 105 градусов, в зависимости от его длины и ширины, подходит помост хасигакари        («мост-приставка»). В подполье сцены и помоста устанавливаются полые глиняные (либо бетонные) кувшины, служащие резонаторами и позволяющие зрителям слышать даже незначительные звуки. Пол сцены дощатый.
За хон бутай находится задняя сцена ато-дза       , на их границе устраиваются музыканты. Слева по отношению к зрителям находится место барабанщика, играющего на тайко, — тайко-дза < 14 >, далее — места исполнителей, играющих на оцудзуми и коцудзуми, — оцудзуми-дза < 15 > и коцудзуми-дза < 16 > — и место флейтиста фуэ-дза < 17 >. Перед оцудзуми-дза и коцудзуми-дза располагается область дайсё-маэ < 25 >, перед флейтистом — фуэ-дза-маэ < 26 >. Место, в котором к ато-дза примыкает помост, называется кёгэн-дза < 12 >, там во время спектакля находится актёр аикёгэн. В левом углу задней сцены — кокэн-дза < 13 > — во время спектакля сидят актёры-помощники. Передняя часть сцены, на которой исполняются танцы главного персонажа, носит название сёсаки < 31 >.
Над сценой и помостом возвышается опирающаяся на столбы хасира изогнутая крыша высотой до 6 метров, по конструкции схожая с крышами синтоистских святилищ. В современных театральных помещениях крыша, бывшая обязательным атрибутом представлений но, проводившихся на открытом воздухе, сооружается в дань традициям, как символ святости пространства, расположенного под ней. Левый задний столб носит название ситэ-басира < 22 > («столб главного героя»), около него останавливается актёр при выходе на сцену с хасигакари. Левый передний столб мэцукэ-басира < 23 > («контрольный столб»), расположенный в правой передней части сцены суми < 30 >, служит ориентиром для актёров: поскольку глазные щели в масках очень малы, исполнитель видит лишь небольшое пространство пола перед собой. К правому переднему столбу ваки-басира < 20 > отходит второстепенный персонаж по окончании функций в спектакле, а возле правого заднего столба фуэ-басира < 21 > («столб флейты») располагается музыкант, играющий на флейте; на фуэ-басира находится металлическое кольцо, к которому крепится колокол, необходимый в сценах, происходящих в большом храме. По особым случаям между колоннами развешиваются ритуальные бумажные подвески гохэй.
Сцену и помост обрамляет дорожка сирасу, посыпанная мелкой галькой или песком; вдоль помоста со стороны зрительного зала располагаются три сосенки вакамацу — ити-но мацу < 1 >, ни-но мацу < 2 > и сан-но мацу < 3 > на одинаковом расстоянии друг от друга. Первая из них имеет высоту 1,2 м, каждая следующая меньше предыдущей, что создаёт у зрителей иллюзию прямой перспективы и визуально увеличивает длину помоста. Ещё две сосны могут быть установлены с другой стороны хасигакари, у стены. По краям помост обнесён балюстрадой < 7 >, которая, прерываясь вдоль левой и центральной линий сцены, возобновляется в правой её части.
Продвигаясь по помосту, актёр может останавливаться только в трёх местах за сосенками — дзёсё < 4 >, хасё < 5 >, кюсё < 6 >. В случае, если актёр продвигается по хасигакари без остановок, свой первый монолог он произносит в месте дзё-дза < 24 > («место вступления»); это место закреплено за главным героем, сюда же он постоянно возвращается во время спектакля. Справа от хон бутай располагается область ваки-дза       , в ней на местах дзиутаи-дза < 18 > («место для хора») располагаются хористы, а одноимённое место ваки-дза < 19 > закреплено за персонажем ваки, там он сидит, когда не вовлечён в активное действие на сцене. В таком случае его взгляд направлен на пространство между ситэбасирой и мэцукэбасирой — вакисё < 27 >. Рядом с местом ваки находится ваки-дза-маэ < 32 >, а напротив мест дзиутаи-дза — дзиутаи-маэ < 29 >.
С авансцены в зал идёт небольшая лестница кидзахаси < 33 > с 3—4 ступеньками. В настоящее время она имеет декоративное значение, но в прошлом использовалась зрителями для преподношения актёрам подарков или для того, чтобы посланник феодала-покровителя смог передать распоряжение о начале представления. Сцена открыта с трёх сторон; на задней стенке сцены — кагами-ита < 10 > («зеркальная плита») — на золотом фоне изображается вершина могучей сосны, под которой, по преданию, в святилище Касуга устраивались первые представления но. Оборотная сторона задней стены представляет собой огромное зеркало, служащее элементом интерьера расположенной за сценой актёрской уборной гакуя       .

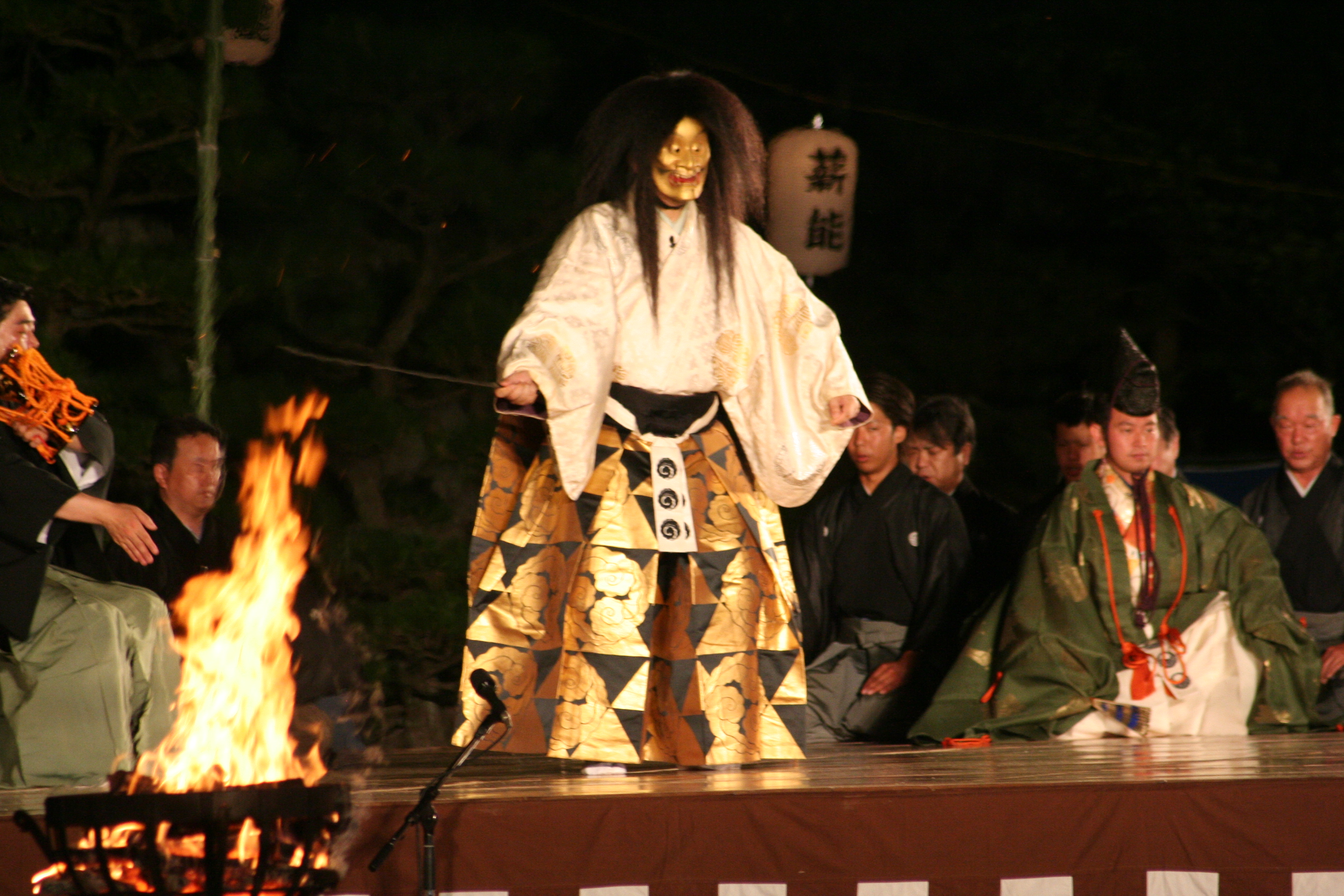
Такиги-но (уличный спектакль но при свете костров)

На сцену имеется два выхода: один — макугути < 9 > — предназначен для актёров и музыкантов, располагается в конце помоста, слева от зрителей, и отделён пятицветным занавесом агэмаку, за которым находится кагами-но ма        («комната с зеркалом»), в которой музыканты настраивают инструменты, а актёры входят в образ, другой — киридо-гути < 11 > — представляет собой низкую раздвижную дверь, вырезанную в стене справа, на которой нарисованы два стебля молодого бамбука. Через неё на сцене появляются хористы, её используют кокэны и актёры, которым по ходу действия необходимо быстро и незаметно исчезнуть. За дверью располагается узкий коридор       , ведущий в гакую. Сама уборная соединена с кагами-но ма посредством длинной галереи       , тянущейся вдоль внутреннего дворика       . Рядом с агэмаку располагается небольшое окошко мономи-мадо < 8 > с бамбуковыми занавесями, через которое из кагами-но ма можно увидеть, что происходит на сцене.
Зал вмещает 500—800 человек. Места (кэнсё) располагаются перед сценой (т. н. сёмэн < 36 >), слева от неё (т. н. ваки сёмэн < 34 >) и между этими двумя областями (т. н. нака сёмэн < 35 >); пространство справа за хором дзиутаи (т. н. дзи-ура < 37 >) в зданиях современного типа для этих целей практически не используется. В партере устанавливаются кресла, а балкон устилается татами, и зрители сидят на полу.
Спектакли проводятся при мягком электрическом освещении. По словам японского писателя Дзюнъитиро Танидзаки, «Если бы в драмах но применялось современное освещение, каким пользуется театр кабуки, то резкие лучи света уничтожили бы своеобразный эстетический эффект. Подчиняясь естественному требованию, сцена театра но поэтому остаётся, как и в старину, слабо освещённой. Помещение для но также подчиняется этому требованию: чем оно старее, тем лучше. Самым идеальным местом для спектакля но будет то, где полы приобрели уже натуральный блеск, столбы и доски потолка отливают чёрным глянцем и где тьма, начинаясь у потолочных балок и разливаясь во все стороны к карнизам, нависает над головами артистов, словно огромный колокол. В этом смысле перенесение постановок но в помещение современного типа <…> быть может, в каких-то соотношениях и хорошо, но особенное очарование, свойственное но, теряется тогда наполовину». Несколько раз в год на территории святилищ и храмов проводятся ночные представления но при свете костров — такиги-но.

## Драматургия
За всю историю театра но было создано более трёх тысяч пьес. К началу XXI века в репертуаре театра остаётся, по разным источникам, порядка 240—250, по большей части созданных в конце периода Муромати. Имена авторов большинства пьес неизвестны, к основным идентифицированным авторам относятся Канъами Киёцугу, Дзэами Мотокиё (около одной трети всего репертуара), Кандзэ Мотомаса, Компару Дзэнтику, Кандзэ Кодзиро Нобумицу, Кандзэ Ядзиро Нагатоси, Компару Дзэмпо и Миямасу. Своё жанровое определение пьесы театра но получили в третьей четверти XIX века, когда их стали обозначать специальным словом — ёкёку (謡曲, «пение и мелодия»). Американские и европейские японоведы относят ёкёку к жанру drama; некоторые исследователи классифицируют их как трагедии, а востоковед Николай Конрад называл их «лирическими драмами».

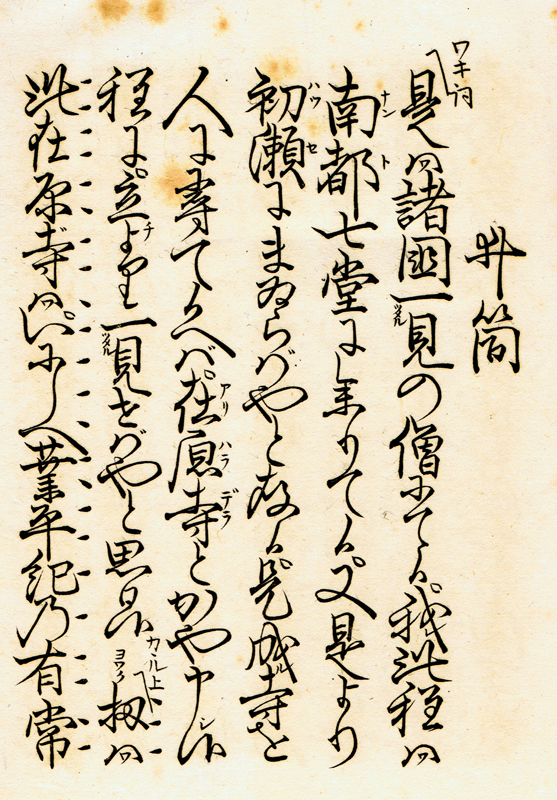
Страница книги, изданной школой Кандзэ

Первые записи текстов пьес но появились в начале периода Муромати: нохон («книжка но») имела вид рукописной тетради, пьеса записывалась в ней сплошным текстом. В XVI веке появились и стали широко востребованы (за счёт аристократов и самураев, желавших обучиться искусству но, средством для чего они и могли служить) сборники пьес утаибон (謡本). Такие книги продолжают публиковаться каждой школой но (в том числе в карманном варианте) отдельно и содержат в себе до ста и более пьес; составленный таким образом двухтомник может охватывать весь репертуар. Вдоль текста могут быть написаны указания, касающиеся музыкальной и хореографической сторон исполнения, а также содержаться фотографии и иллюстрации костюмов, масок, париков и необходимого для конкретной пьесы реквизита.
В качестве источников сюжета авторами пьес ёкёку широко использовались произведения классических японской и китайской литератур. Согласно изданию Historical Dictionary of Japanese Traditional Theatre, основными источниками стали следующие: сборник стихов VIII века «Манъёсю»; сборники древней и современной поэзии «Кокинсю» (905 год) и «Син Кокинсю» (1206 год); сборник японской и китайской поэзии 1013 года «Вакан роэйсю»; хроники VII века «Кодзики» и «Нихон сёки»; собрание индийских, китайских и японских историй XII века «Кондзяку-моногатари»; коллекция историй X века «Ямато-моногатари»; воинские повести «Гэмпэй-сэйсуйки» и «Хэйкэ-моногатари»; коллекция историй о любовных похождениях придворного Аривара-но Нарихиры, включающая написанную им поэзию вака, «Исэ-моногатари»; роман Мурасаки Сикибу XI века «Гэндзи-моногатари»; эпос о братьях из рода Сога «Сога-моногатари»; легенды и сказания, повествующие о происхождении святынь и храмов, энги; буддийские истории сэцува; поэзия Оно-но Комати; китайские легенды.
Востоковед Николай Конрад определил в массе источников сюжетов три основных линии:
1. культурно-исторические предания, героические саги, романтические легенды;
2. бытовой (отражающий жизнь народных масс) и фантастический (мифологический) фольклор;
3. синтоистские и буддийские сказания (события из религиозной и церковной истории).

По словам Конрада, «на всём материале [театра но] лежит явственная печать того источника, откуда он заимствован»: от эстетики аристократов периода Хэйан, отражённой в романах IX—XII веков, в но перешла чувствительность, от эстетики воинов, чьи вкусы сказались в сагах XII—XIV веков, — гиперболизм образов и страстей, от эстетики буддийских монахов — настроение иллюзорности бытия.
Японские учёные выделяют три основные поэтические области, послужившие источниками стилистических принципов ёкёку: роэй (стихотворения по большей части китайских поэтов и писавших на китайском языке японских авторов, которые распевались на празднествах), имаё (букв. «песни на нынешний манер»; стихотворения, представляющие собой по форме два четырёхстишия с метром 7—5—7—5 и восходящие к буддийской поэзии), вака («японские песни», прежде всего формы танка). По мнению исследователя Я. Хаги, «всё знание, все науки того времени (эпохи сёгунов Асикага) сосредоточились в ёкёку. В этом отношении ёкёку отличается и от хэйанских моногатари, стоявших на уровне вкусов женского общества тех времён, и от токугавской народной литературы, отражавшей вкусы простонародья. Ёкёку охватывают всю предшествующую литературу Японии, как роэй, имаё, вака, с одной стороны, так и старые и новые повествовательные произведения — с другой. Они охватывают их и вмещают в себя всё то прекрасное, что в них коренится. Так — в области литературной, где ёкёку являются великим синтезом, завершением всего предыдущего. Так — и в области музыки и танца, где они соединили в себе всё идущее с древних времён».
Текст пьесы но делится на стихотворные и прозаические части, при этом прозаическая часть сильно отличается от обычной разговорной или литературной речей. Ёкёку сочетает в себе поэзию с чередованием 5—7-слоговых строк и торжественную прозу, ритмически вписанную в общий протяжный и монотонный текст. Язык ёкёку метафоричен, включает аллюзии, игру слов, цитаты из китайских и японских антологий длиной до одной-двух строк, фрагменты сутр, тексты буддийских молитв и синтоистских заклинаний. Авторы ёкёку цитировали произведения по памяти, в связи с чем в текстах драм цитаты не всегда являются точными. Я. Хага называет заслугой драматургов использование в качестве материала для произведений родной для Японии синтоистской мифологии, ранее остававшейся в стороне от искусства.
«Непрочна изгородь», которой и поныне 
он окружён, недолгий мой приют. 
И так же, как в былые дни, «в саду у храма 
неясный свет мерцает в хижине», а может…
О месте действия сообщается непосредственно в тексте пьесы путём включения слов, описывающих обстановку; об историческом периоде, в котором происходит действие, в большинстве пьес не сообщается, однако указывается определённое время года. В ёкёку, как правило, одна и та же история рассказывается три раза: сначала в диалоге ваки и ситэ, затем её пересказывает аикёгэн, в третий раз о ней рассказывают герой и хор. Каждая пьеса начинается с самопредставления зрителям персонажа ваки (обычно буддийского священника), затем следуют монолог ситэ, обычно сетующего на свою судьбу, встреча этих двух персонажей и диалог между ними, целью которого является определение события прошлого, интересующего обоих. Затем следуют длинный монолог хора и обмен репликами между хором и ситэ. Ваки обращается к главному герою с просьбой назвать себя, ситэ представляется и под песнопения хора удаляется со сцены для смены облика. Следом о событии из жизни героя рассказывает актёр аикёгэн, который, закончив, также покидает сцену. После этого начинается вторая часть пьесы: ситэ является в образе духа, вместе с хором снова повествует о своей жизни и в танце просит у священника молитв об упокоении души.
Пьесы в форме ёкёку, созданные после Реставрации Мэйдзи, имеют специальное название синсакуно («новые пьесы но»), они основываются не только на классических сюжетах, но и на современных темах, а также иностранных источниках. В числе прочих к ним относятся пьесы, созданные по заказу правительственных кругов в годы Русско-японской и Второй мировой войн («Васи» Овады Татэки и Кандзэ Киёясу, «Ёсицунэ» Кёси Такахамы и Кандзэ Касэцу), пьесы, созданные по случаю торжественных церемоний (так, например, в честь восшествия на престол Императора Тайсё Фудзисиро Тэйсукэ и Сакон Кандзэ написали в 1915 году пьесу «Тайтэн»), пьесы на библейские сюжеты («Воскресший Христос» и «Апостол Павел»); 10 пьес (включая работы, посвящённые Нитирэну, основателю одной из буддийских школ, и поэтессе Оно-но Комати) написала первая профессиональная актриса театра Кимико Цумура, несколько драм создал Юкио Мисима. На сцене театра но также ставятся пьесы, созданные не в форме ёкёку и, таким образом, не относящиеся к категории синсакуно (среди них — «Юдзуру» Дзюндзи Киноситы, 1954).

### Тематические циклы пьес
Существует несколько типов классификации пьес но: мугэн-но (夢幻能, «иллюзорные но»), в которых нотидзитэ предстаёт в виде видения, призрака, духа, демона и т. п., и гэндзай-но (現在能, «но о реально существующем»), в которых все действующие персонажи — реально живущие люди; преимущественно драматические гэки-но (劇能, «драма но») и преимущественно танцевальные фурю-но (風流能, «танец но»). Однако общепринятой во всех школах является классификация по пяти циклам син дан дзё кё ки в соответствии с типом главного героя: бог, мужчина, женщина, сумасшедший и демон соответственно. Пятичастное построение спектакля является проявлением религиозных традиций: число «5» играет важную роль в буддийской метафизике.
Пьесы первого цикла [ками-но (по названию божеств в синтоизме — ками), ваки-но (по названию персонажа ваки) или синдзи-но (по названию синтоистского ритуала)] посвящены божествам синтоистского пантеона и другим богам. В качестве маэдзитэ ситэ появляется в виде пожилого человека и рассказывает историю какой-либо святыни или легенду, связанную с ней, в то время как нотидзитэ предстаёт в виде божества, проповедующего мир на земле, здоровье и долголетие. Такие пьесы всегда заканчиваются исполнением явившимся божеством танца-благословения.

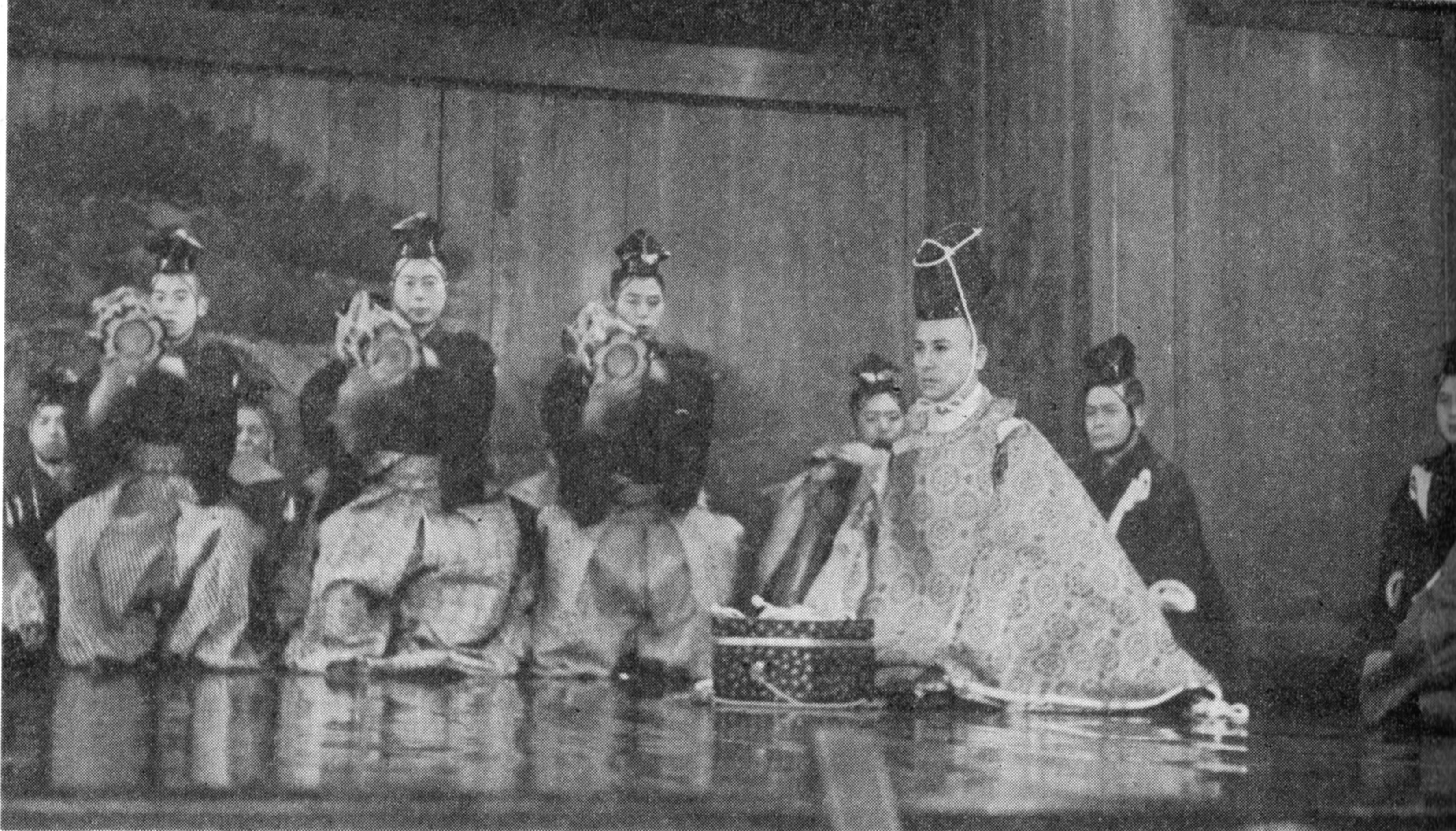
Сцена из спектакля «Окина»

Главным героем пьес второго цикла [сюра-но (по названию в буддизме сюр — душ самураев, попадающих в ад) или отоко-но] является дух воина-героя из кланов Тайра или Минамото, рассказывающий о своей смерти, страданиях после неё и просящий священнослужителя о спасительных для его души ритуалах и молитвах.
Пьесы третьего цикла [онна моно (женские пьесы), или кадзура моно (в букв. переводе — «пьеса, [исполняемая] в парике», что указывает на женскую ипостась ситэ)] повествуют о любви, по большей части их героини — красивые женщины, предстающие в виде духа или ангела.
Самым обширным является четвёртый цикл [дзацу моно или дзо моно («пьеса о разном»)]. Для его обозначения также используется название моногоруй моно («о безумных»), поскольку бо́льшая часть пьес этой группы посвящена сюжетам о временном помешательстве человека вследствие серьёзного жизненного испытания или совершения непоправимой ошибки. Ко второй группе пьес, составляющих цикл, относятся пьесы на бытовые темы; источником для них являются поверья, слухи и притчи.
Героем пьес пятого цикла [кири-но (букв. «заключительная пьеса») или китики-но (от названия демонов)] является демоническое существо — злобный дух умершего, полудемон тэнгу, питающиеся человечиной демоны они и т. п. — которых ситэ в качестве маэдзитэ изображает в нефантастическом образе (священника, старой женщины).
Некоторые пьесы относятся сразу к нескольким циклам. Так, пьеса «Хагоромо» о явлении Небесной феи простому рыбаку может быть классифицирована и как пьеса «о женщине», и как пьеса цикла «о божестве», а женская пьеса Канъами «Ёсино Сидзука» некоторыми школами но играется как пьеса четвёртого цикла. Не входит ни в один цикл и исполняется в начале программы по торжественным случаям (в новогодние, храмовые и другие праздники) пьеса «Окина» («Старец»), включающая танцы добуддийского культа плодородия и близкая к ритуалам кагура. Её заглавный герой в давние времена олицетворял собой родового старшину, хранителя религиозного культа.
Первым на сцене появляется, а затем исполняет торжественный гимн сам Окина. Следом на сцену выходит персонаж Сэндзай, исполняющий один за другим два танца и произносящий молитвословия, служащие усмирению стихий. Затем заглавный герой, надев маску окина, исполняет танец, сопровождающийся молитвой о мире. После ухода со сцены Окины и Сандзая на сцене появляется третий персонаж Самбасо и исполняет сначала танец моми-но дан, олицетворяющий мужскую энергию, а затем (в маске старца кокусикидзё) танец-молитву о щедром урожае. Пьеса заканчивается звонком Самбасо в колокольчик, символически отгоняющим злобных духов. Иногда (и в этом случае в конце программы) исполняется только часть пьесы «Окина»; как и всей пьесы, её назначение — торжественное поздравление и пожелание благополучия.

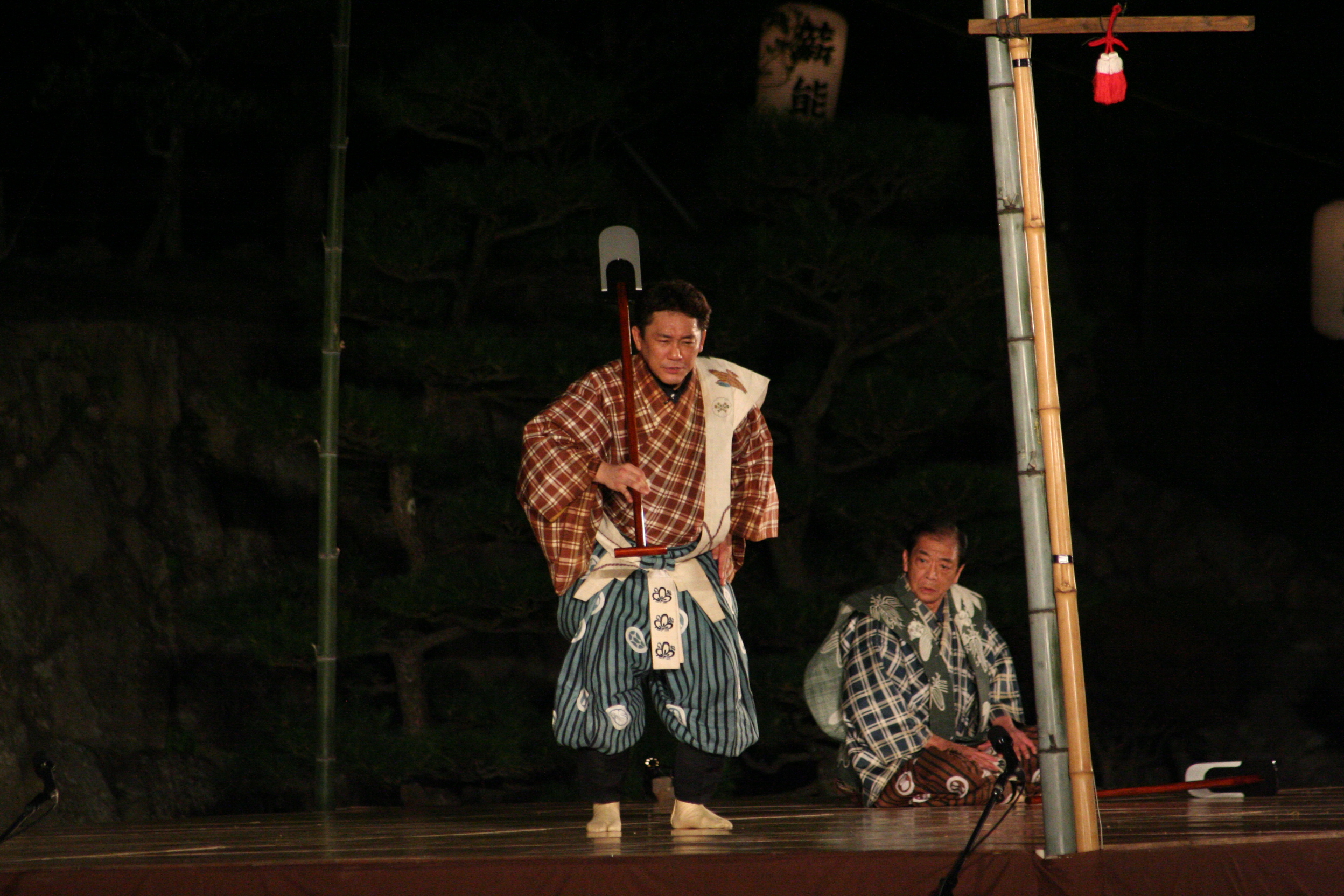
Фрагмент сценки кёгэна

Классический спектакль но построен по пятичастной программе гобандатэ: играются пять пьес но (по одной из каждого цикла), в перерывах между которыми (после второй, третьей и четвёртой) играются комедийные сценки кёгэн. Программа, включающая помимо пяти пьес но и трёх сценок кёгэн фрагменты пьесы «Окина», разработана во времена сёгуната Токугава в расчёте на то, что сбалансированный таким образом спектакль будет разыгрываться в течение дня. Поскольку время, необходимое для исполнения некоторых пьес но, достигает полутора и более часов, а для сценок кёгэна — 15—20 минут, то классическая программа может разыгрываться в течение более 8 часов. Чаще играется сокращённая программа: три пьесы но и один кёгэн, две пьесы но и один кёгэн, фрагмент пьесы «Окина» может не исполняться вовсе.
Помимо этого, кёгэны могут быть заменены танцами симаи (упрощённая версия танца но без музыкального сопровождения, сложного костюма и маски под песнопение хора, как правило, в одиночном исполнении) и отрывками из пьес, не входящих в программу. При составлении программы может приниматься во внимание текущее время года (подбираются соответствующие ему пьесы); кроме того, составители пытаются избежать повторений текста, персонажей, костюмов и масок. В особых случаях (к примеру, в честь празднования наступления Нового года) по окончании программы исполняется сюгэн-но — только вторая часть специально подобранной пьесы, в которой нотидзитэ в облике сверхъестественного существа дарует людям различные блага.

### Композиционный канон
Правила построения драмы но «дзё-ха-кю годан» («вступление-развитие-быстрый темп, в пяти эпизодах») были выработаны Канъами и изложены Дзэами в трактате «Носакусё». Композиционно-ритмическое правило дзё-ха-кю (дзё — медленное вхождение, ха — развёртывание действия, нарастание темпа, кю — его быстрое и стремительное завершение) впервые появилось в театре бугаку в VIII веке и с тех пор стало универсальным правилом и для других театральных форм Японии. Дзэами, подчёркивая его важность, писал: «Мириады вещей и явлений, великое и малое, наделённое чувствами и лишённое чувств — всё находится во власти [ритма] дзё-ха-кю. И щебетание птицы, и голос насекомого — всё, чему дано звучать по природе своей, звучит согласно дзё-ха-кю». Согласно правилу годан каждая драма должна иметь пять эпизодов (т. н. данов), предусматривающих очерёдность появления персонажей и основные сюжетные ходы. В рамках текста пьесы дзё-ха-кю и годан согласуются между собой следующим образом:
| Часть пьесы     | Годан                                                                                  | Дзё-ха-кю |
| --------------- | -------------------------------------------------------------------------------------- | --- |
| Первая часть    | выход второстепенного персонажа ваки, его представление публике, путь к месту действия | первый эпизод исполняется в ритме дзё: он является самым простым по содержанию и языку, почти лишён действия на сцене |
| Вторая часть    | выход главного персонажа ситэ и его монолог                                            | второй, третий и четвёртый эпизоды исполняются в ритме ха: они более драматичны и сложны по содержанию                |
| Третья часть    | встреча ситэ и ваки, диалог между ними                                                 | второй, третий и четвёртый эпизоды исполняются в ритме ха: они более драматичны и сложны по содержанию                |
| Четвёртая часть | повествование о герое, произносимое ситэ и хором                                       | второй, третий и четвёртый эпизоды исполняются в ритме ха: они более драматичны и сложны по содержанию                |
| Пятая часть     | появление ситэ в новом обличье, его исповедь и танец                                   | пятый эпизод исполняется в ритме кю: он более драматичен и динамичен, чем предыдущие                                  |

Кроме того, в соответствии с принципом дзё-ха-кю развивается каждый отдельный эпизод пьесы и весь спектакль — совокупность пяти пьес, следующих друг за другом в определённом порядке: исполняемая в спокойном стиле дзё пьеса о богах; три пьесы в ускоренном ритме ха — о духе воина, о женщине, о безумном; последняя пьеса о демонах в самом быстром темпе кю.
Текст драмы содержит и более мелкие фрагменты — сёданы («малые эпизоды»). К примеру, во многих пьесах первый эпизод (выход ваки) включает в себя четыре сёдана — сидай, нанори, митиюки и цукидзэрифу («зачин», «называние имени», «в пути», «текст прибытия»). В отличие от строго канонической формы дзё-ха-кю годан, сёданы используются драматургами свободно, что создаёт своеобразную структуру каждой пьесы. С точки зрения звучания они отличаются друг от друга манерой декламации и пения, характером мелодии. Сёданы могут быть исключительно инструментальными либо являться монологами, диалогами или переработками песен. Все сёданы подразделяются на четыре категории: катаригото (проговариваемые), утаигото (распеваемые), хаясигото (музыкальные) и сидзимагото (беззвучные, то есть когда на сцене не произносятся слова и не звучит музыка).
При сценическом воплощении текст разыгрывается как двухчастный или одночастный. В случае двухчастного первая часть маэба (前場) включает в себя четыре эпизода текста (начальный эпизод дзё дан и три промежуточных эпизода ха дан); вторая нотиба (後場) содержит пятый эпизод драмы (заключительный эпизод кю дан). Пьеса играется непрерывно: с окончанием первой части главный герой покидает сцену, чтобы переодеться (эта часть спектакля носит название накаири — «уход внутрь»), а на сцене появляется аикёгэн и рассказывает о герое. В случае, если пьеса является одночастной, актёр сцену не покидает, а в изменении (т. н. моноги) костюма ему помогает кокэн: к примеру, в пьесе «Фуна Бэнкэй» персонаж по имени Сидзука перед началом танца с его помощью надевает головной убор.

## Действие на сцене

### Музыка
Бо́льшая часть спектакля проходит под музыкальный аккомпанемент: он сопровождает все действия на сцене за исключением прозаической части представления — котобы. Инструментальный ансамбль но хаяси (囃子) располагается в один ряд на границе хон бутай и ато-дза и включает музыкантов хаясиката (囃子方), играющих на четырёх музыкальных инструментах (сибёси): флейте и трёх барабанах. Музыка в театре но не течёт непрерывно, а состоит из отдельных звуков, разделяемых большими паузами, причём ритм игры на инструментах может как совпадать с ритмом речи актёра или хора (т. н. хёсиай), так и не совпадать (т. н. хёсиавадзу).
Флейта фуэ (нокан [能管] — «флейта но»), изготавливаемая из бамбука, обвитая камышом и покрытая толстым слоем лака, имеет длину около 39 см. Сбоку располагаются семь тоновых отверстий и отверстие для рта утагути. Поскольку нижняя часть флейты (нода) толще части, на которой располагаются отверстия, это позволяет инструменту воспроизводить особый диапазон звуков — пронзительные сиплые и низкие. Флейтист фуэката при игре держит инструмент горизонтально, вдоль правого плеча.

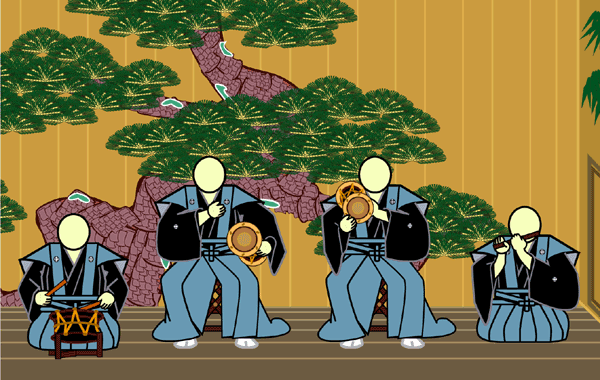
Музыканты на сцене располагаются в строго установленном порядке (инструменты слева направо — тайко, оцудзуми, коцудзуми, фуэ). Иллюстрация

Самым большим барабаном в но является изготавливаемый из дзельквы тайко (太鼓) высотой 14 см и диаметром 28 см, покрытый коровьей кожей, крепко стянутой шнуром. Тайко помещается на невысокую деревянную подставку, музыкант тайкоката сидит рядом на полу и ударяет в барабан изготавливаемыми из японского кипариса палочками бати длиной 23 см, извлекая сухой звук-щелчок. Так же, как и фуэката, тайкоката во время представления сидит на сцене на коленях в позе сэйдза.
Двойные барабаны коцудзуми (小鼓) и оцудзуми (大鼓), прототипом которых является барабан сан-но цудзуми из музыки гагаку, издают глухой стук и громкий резонирующий удар соответственно. И тот, и другой изготовляются из дерева вишни. С двух концов к ним прикрепляются соединённые пеньковой верёвкой сирабэо диски с пергаментом, натяжение которого определяет высоту звучания инструментов. Музыканты собирают барабаны непосредственно перед представлением; животная кожа для создания правильного звука заранее подогревается, из-за её остывания и изменения вследствие этого звука музыкант может заменить барабан в середине спектакля на свежесобранный.
Коцудзуми состоит из распорки высотой 25 см; музыкант, играющий на нём (коцудзумиката), располагается на складном стуле, а в слегка наклонённый барабан, удерживаемый левой рукой у правого плеча, ударяет пальцами правой руки. Оцудзуми имеет чуть больший, чем коцудзуми, размер. Музыкант, играющий на нём (оцудзумиката), также ударяет по инструменту пальцами правой руки, но держит барабан не у плеча, а около левого бедра. В некоторых пьесах театра используются только эти два барабана.
Периодически игра инструментов сопровождается восклицаниями барабанщиков какэгоэ, подчиняемыми установленным правилам и фиксирующими ритм мелодии. Выкрик «я-я-яяя» издаётся перед первым и пятым тактами, горловой крик «ха-ааа» — перед вторым, третьим, шестым и седьмым. Стоноподобные крики «ии-яяя» и «ёёё-и» сопровождают нечётные удары и предупреждают зрителей о кульминационных моментах.

### Хор и сценическая речь
Текст пьесы но местами произносится как речитатив в определённой тональности, местами поётся (т. н. утаи) и имеет свой мелодический рисунок. Произносимая актёром проза называется котоба, сопровождающая её музыка — фуси. Основная часть слов в пьесе поётся хором, меньшая — актёрами главной и второстепенной ролей. Артисты не изменяют голос вне зависимости от того, какой персонаж они изображают, таким образом, даже молодая красавица может петь мужским басом, но при этом исполнители контролируют тональность голоса и его эмоциональную окраску.

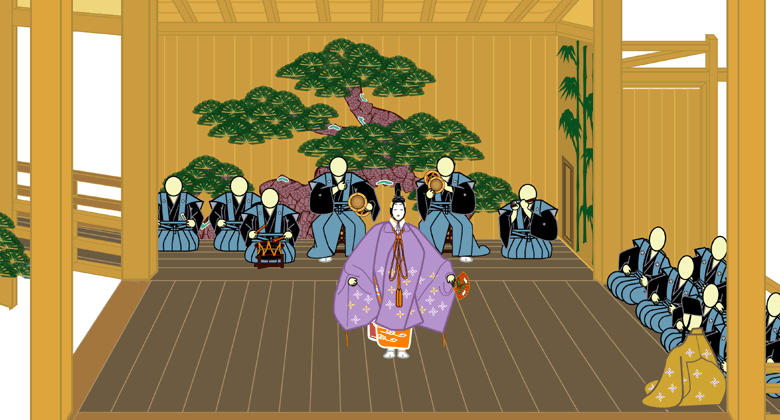
Сцена из спектакля но. Иллюстрация

Хор театра но дзиутаи (地謡, «поющие с земли») состоит из шести-десяти человек (дзиутаиката, 地謡方). Они располагаются в правой части сцены на полу сидя в два ряда лицом к основному месту действия. Песнопения основываются на культуре буддийских молитвословий сёмё. Перед их началом хористы берут в правую руку веер (во время церемониальных собраний этот жест означает желание высказаться), а после окончания возвращают предмет обратно — на пол перед собой. Сценическая речь в но стилизованна и неразборчива; для лучшего понимания зрители могут заглядывать в принесённые с собой тексты пьес или либретто, имеющиеся в театральной программке. Актёр, произнося текст, никогда не показывает зубов.
К середине XIX века в театре сложились две системы речеведения: ёвагин (ヨワ吟, «слабое пение») — мягкие мелодичные интонации, указывающие на скорбное, печальное или сентиментальное настроения героя, и цуёгин (ツヨ吟, «сильное пение») — интонации с резкими голосовыми переходами, показывающими радость, решимость и мужественность персонажа. Первый тип преимущественно используется в пьесах лирического характера, второй — в торжественных и героических пьесах.
Наиболее распространённым песенным ритмом (нори) является хиранори («ровное пение»), в котором три слога распределяются на два такта. При этом 12 слогов японской поэтической строки 7+5 (ситигосё) распределяются на восемь тактов (хати бёси): первые семь слогов укладываются в четыре с половиной такта, следующие пять — в три с половиной такта; последний такт — пауза и начало следующего текста. Характерный для батальных сцен песенный ритм тюнори («среднее пение») — на два слога один такт; а используемый в начале и конце большинства песенных танцев ритм онори («большое пение») — на один слог один такт.

### Движения актёра. Танец
Основные движения в театре но носят название ката («форма, модель»), каноническая поза вертикальной стойки — камаэ. Существует 250 видов ката, около 30 из них являются непосредственно танцевальными. Их сочетание позволяет выразить любое чувство, к примеру, изображая плач, актёр наклоняет голову и до уровня глаз поднимает руку ладонью вверх. Движения в но имеют медленный темпоритм; исполнители следят за тем, чтобы ката были красивы независимо от того, откуда направлен взгляд зрителя.
Помимо поз актёр владеет особой походкой хакоби: удерживая торс слегка наклонённым вперёд, исполнитель шаг за шагом с приподнятым носком скользит на пятке левой ноги, опускает на пол всю ступню и после небольшой паузы совершает сходное движение правой ногой. При этом актёр держит спину прямо, а подбородок несколько оттянутым назад; его руки опущены вниз и немного вытянуты вперёд, локти и колени чуть согнуты, а ступни располагает параллельно и близко друг к другу. За исключением прыжков ноги актёра по ходу спектакля практически не открываются от пола. Хористы, кокэны и музыканты, играющие на коцудзуми и оцудзуми, во время представления сидят в позе сэйдза.
Танец (т. н. маи) в театре но основан на медленных и скользящих движениях актёра. Большинство маи исполняется во второй части пьесы (нотиба); в сокращённом варианте программы бан баяси танец может вообще не исполняться. Свой танцевальный свод существует для каждого типа пьес. Одни танцы характерны только для конкретной пьесы, другие исполняются в нескольких пьесах; некоторые танцы заимствованы из более ранних исполнительских форм, к примеру, танец льва сиси-маи существовал в гигаку, бугаку и кагура. Исполняя маи, актёр может использовать различный реквизит, но наиболее применяемым является веер типа тюкэй.

## Реквизит
В представлениях театра но не используются сложные декорации. Согласно одной из классификаций вся бутафория делится на суэдогу («выносимое на сцену оборудование») — предметы, служащие декорациями, и тэдогу (букв. «предметы в руках») — вещи, которые актёр держит в руках. Другая классификация подразделяет реквизит по срокам использования: кодогу (хранящийся на протяжении долгого времени) и цукури моно (изготовляемый на несколько дней и впоследствии разбираемый).

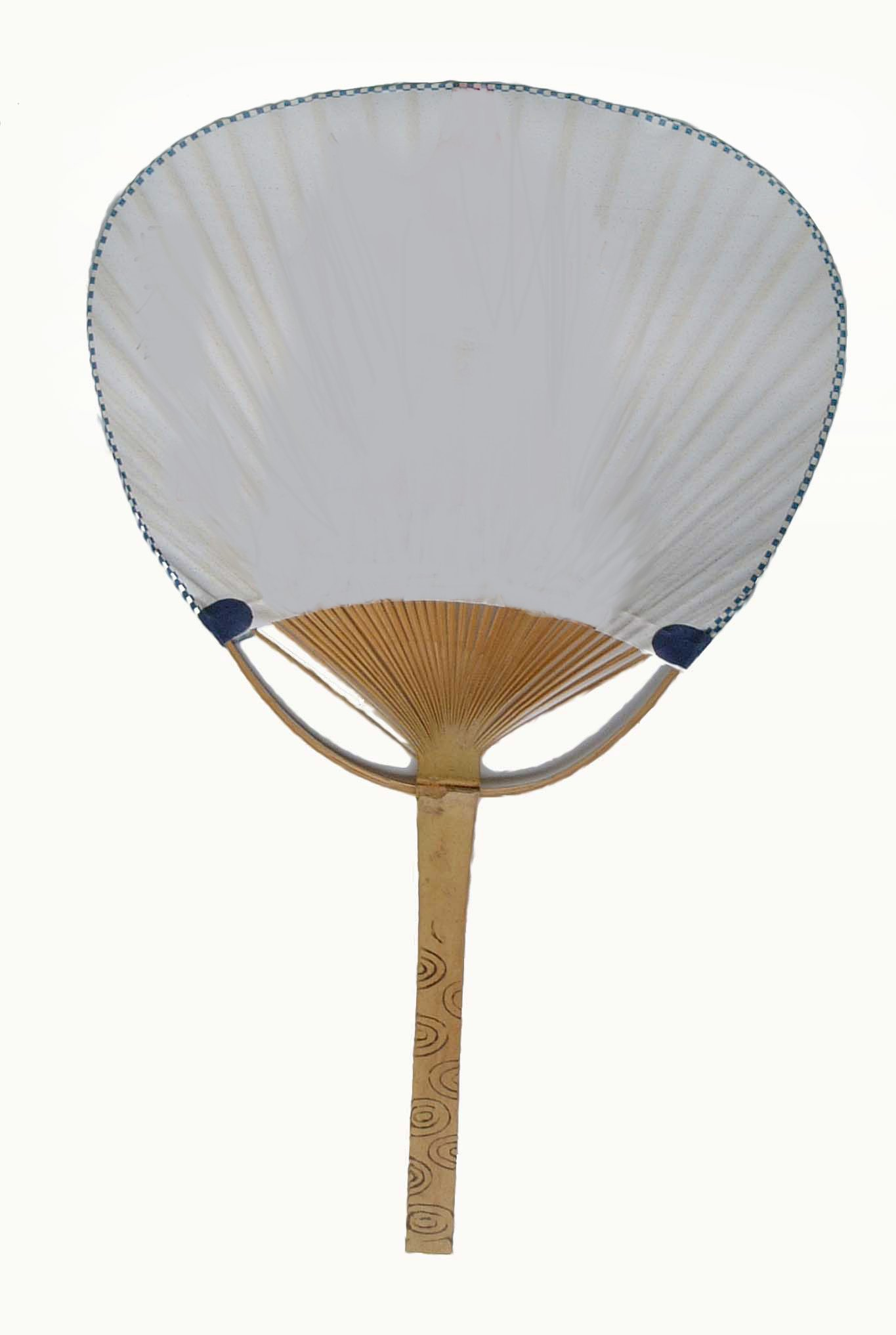
Веер утива

К суэдогу относятся каркасные сооружения, передающие очертания вещей: хижины, лодки и т. д. Материалом для них служат бамбуковые палки, полоски чистой хлопчатобумажной ткани, груботканный холст, солома, сухие ветки и листья. Форма и размер таких сооружений каноничны, а масса невелика: их способны вынести на сцену один-два человека. Суэдогу устанавливается так, чтобы основное пространство на сцене продолжало оставаться свободным: в её глубине, у столба ситэбасира, по краям авансцены, рядом с музыкантами. В некоторых пьесах суэдогу имеет ещё и функциональное значение: выполняет роль ширмы, за которой актёр может сменить костюм, или служит укрытием для персонажа, который по ходу развития сюжета должен неожиданно появиться или исчезнуть. К тэдогу относятся дополнения к костюму, аксессуары (меч, серп, жреческий жезл), предметы утвари (корзина, метла), которые, однако, при внешнем соответствии имеют меньший, чем у реальных вещей размер.
Ни одна роль в театре не исполняется без веера (оги); в но используются три его разновидности: нескладной утива и складные тюкэй и сидзумэори. Наиболее распространённым является бумажный веер тюкэй, состоящий из 15 чёрных (для женских и мужских ролей) либо светлых, бледного оттенка бамбука (для ролей стариков и монахов) пластин. Для каждого цикла пьес предназначены веера со своей символикой: на веере Окины изображаются символы долголетия и мудрости — сосна, журавль, черепаха; на веерах богов — фениксы и цветы павловнии, на ярко-красных веерах демонов — белоснежные пионы и т. д. Утива применяется в том случае, если носящий его персонаж является китайцем (веера соответствующей формы были завезены в Японию из Китая). Десятипластинчатый веер сидзумэори используют хористы, музыканты, помощники сцены и в некоторых случаях другие артисты.
В танцах-пантомимах актёр с помощью веера изображает различные предметы и явления. По словам японоведа А. Е. Глускиной, «движение веером — это целая система символической передачи самых разнообразных действий, это особый язык жестов, немой разговор, дополняющий сценическое действие. Веер символизирует меч, пишущую кисть, волшебный жезл или сосуд с вином, но он может также изображать дождь, падающие листья, проносящийся ураган, текущую реку, восходящее солнце; он может передавать умиротворение и гнев, торжество и ярость».

### Костюм
Элементы сёдзоку — костюма театра но — подразделяются на 7 групп: парики; головные уборы; одежды типа кицукэ (основные); одежды типа уваги (надеваемые поверх основных); одежды, которые могут быть использованы и в качестве уваги, и в качестве кицукэ; юбки-брюки хакама и т. н. «маленькие вещи» (комоно) — воротник эри, дождевик коси мино, пояс оби, повязка хатимаки, повязка для закрепления парика кадзура оби и т. д.
Кроме того, костюмы классифицируются по размеру их рукавов: косодэмоно (короткие и узкие) и осодэмоно (длинные и широкие).
Некоторые из одежд типа уваги, используемые в но:

Мидзугоромо
Каригину
Хаппи

Один элемент костюма в театре но может использоваться в различных сочетаниях с другими. Например, накидка от дождя мидзугоромо с подвязанными к плечам рукавами означает, что персонаж занимается физической работой, а в сочетании с зелёной веткой бамбука в руках актёра показывает, что перед зрителем — безумная женщина.
Будучи простыми во времена Канъами и Дзэами, театральные одежды постепенно приблизились к уровню одежды священнослужителей и знатных дворян. По традиции костюмы но передаются из поколения в поколение; новые создаются в соответствии со старинными образцами и отражают общий вид одежды XIV—XVI веков.
Костюм ситэ богат (его изготавливают из драгоценных тканей, парчи, шёлка, украшенного вышивкой с использованием золотых и серебряных нитей) и сложен (тяжёлое кимоно поверх двух-трёх тонких); на его надевание уходит от 20 до 40 минут. Костюм ваки более прост; его нижнее кимоно обычно имеет бледно-голубой цвет, а верхнее — коричневый. Хористы одеты в украшенные семейными гербами чёрные жакеты хаппи и серо-голубые брюки хакама. Различные комбинации этих одежд также носят кокэн и хаясиката. Костюмы, в которых присутствует красный цвет, носят специальное название ироири (в отношении женских персонажей наличие красного цвета означает, что женщина молода), те, в которых он отсутствует, — иронаси (признак немолодости женского персонажа).
Обязательным элементом каждого костюма но является однослойный либо многослойный воротник эри V-образной формы, пришиваемый к вороту нижнего кимоно. Цвет воротника указывает на статус носящего его персонажа: воротники белого цвета носят боги и принцы, светло-голубого — аристократы, коричневого — монахи и старые женщины, синего — злые духи воинов и демоны. Возможны также и комбинации цветовых обозначений.
В театре но также используются парики различных размеров и цветов: гривоподобные парики касира с густой чёлкой и длинными волосами, свисающими на спине (красные акагасира для различных сверхъестественных существ; белые сирогасира для демонов; чёрные курогасира для призраков); парики тарэ с густыми прядями, свисающими по обе стороны лица, на плечах и спине, но меньшей, чем у парика касира, длины; парики кадзура (большей частью темноволосые; женские парики нага кадзура для ролей ангелов и безумных женщин и убагами для ролей стариц, мужские парики кассики кадзура для молодых и дзёгами для старых персонажей) и т. д. Для фиксации парика и в качестве украшения используется головная повязка кадзура оби, охватывающая лоб актёра и закрепляемая на затылке. Она надевается перед маской, и поэтому её передняя часть всегда скрыта от глаз зрителей.
Кроме того, в спектаклях используются головные уборы кабури моно различной формы, соответствующие положению персонажей — священников, воинов, путников; в костюмах богов, духов и высокопоставленных придворных используются короны и венцы. Обувь в представлениях театра но не используется: актёры и музыканты выходят на сцену в таби — матерчатых носках с отделённым большим пальцем. У аикёгэна они — жёлтые, у остальных артистов — белого цвета.

### Маски
Основная статья — Номэн

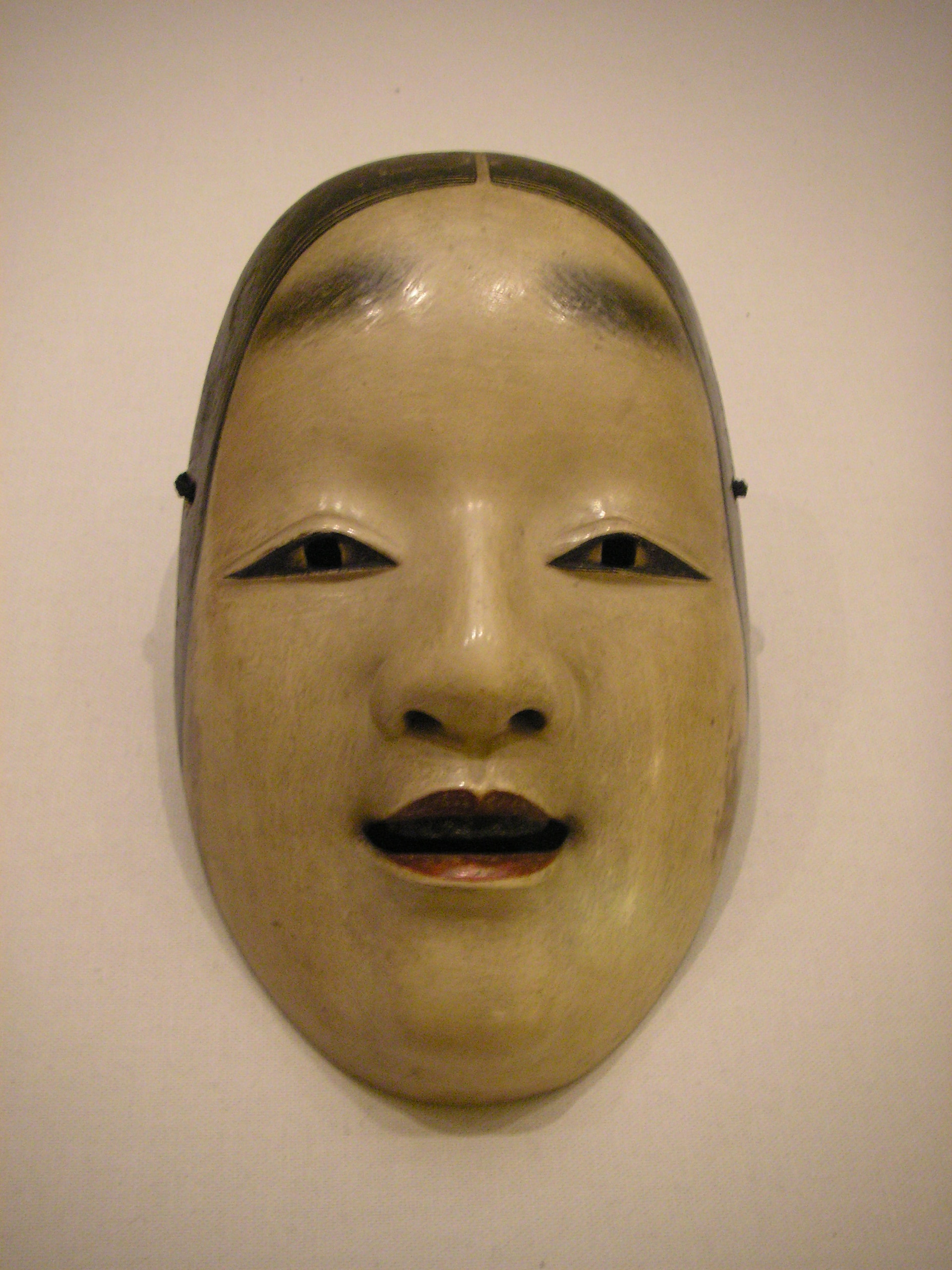
Женская маска с высоким уровнем бровей

Главным средством выразительности в театре но является маска (номэн [能面] или омотэ [面]). По словам Н. Г. Анариной, «она придаёт облику актёра загадочную привлекательность, харизматичность, превращает его фигуру как бы в задрапированную прекрасными одеждами скульптуру». В маске выступают только ведущий актёр ситэ и сопровождающий его цурэ, в случае если этот персонаж — женщина. Исполняя роль без маски, актёр сохраняет на сцене спокойное, отрешённое выражение лица; японские психиатры даже используют термин «выражение лица маски но» для описания патологических проблем пациента с мимикой. Как правило, актёр владеет несколькими масками одного вида. Грим в театре не используется.
Маски но меньше масок для представлений гигаку и бугаку, полностью лицо актёра они не закрывают. Размер женских масок составляет в среднем 21,1 см в высоту, 13,6 см в ширину и 6,8 см в профиль, что соответствует вкусам времени их появления: маленькая голова при крупном телосложении считалась у японцев красивой чертой внешности. В некоторых масках зафиксирована и другая мода прошлого: с целью подчеркнуть высоту лба женщины удаляли брови и рисовали их линию почти у корня волос. До XVII века маски но вырезались самими актёрами, монахами или скульпторами; начиная с XVII века их изготовлением специализированно занимаются семьи, передающие мастерство из поколения в поколение. Маски, созданные до периода Эдо, носят название хоммэн (本面, «исконные маски»), после — уцуси (写し, «копии»).
Уцуси вырезаются в соответствии со старинными образцами из японского кипариса или (реже) павловнии. Древесина используется через 10—12 лет после вырубки: в течение 5—6 лет её выдерживают в воде, а затем несколько лет высушивают. Свою работу мастер начинает с заточки инструментов. На передней стороне (ближней к сердцевине) исходного материала — бруска — горизонтальными линиями он отмечает пропорции лица. Затем следует стадия конаси («грубая резьба»): долотами с помощью молотка мастер вырубает основные плоскости заготовки. В следующей стадии кодзукури («детальная проработка») используются резцы и ножи различной формы. Затем мастер с помощью изогнутого долота магариноми обрабатывает внутреннюю сторону маски, сглаживает лицевую и оборотную стороны, покрывает лаком внутреннюю. Следом мастер приступает к грунтовке и раскраске лицевой стороны маски. Грунт, включающий толчёные морские ракушки (т. н. гофун), укладывается в 15 слоёв, причём каждый третий шлифуется наждачной бумагой. Для окраски применяется смесь мелкозернистого мела и краски; слои наносятся пять раз. После тонировки маске придаётся старинный вид (т. н. косёку): её коптят под дымом, образующимся от сжигания сосновых чурок. Затем детально раскрашивается лицевая сторона: прорисовываются глаза, подкрашиваются губы, рисуются причёска и брови.
Маска на разных этапах изготовления:

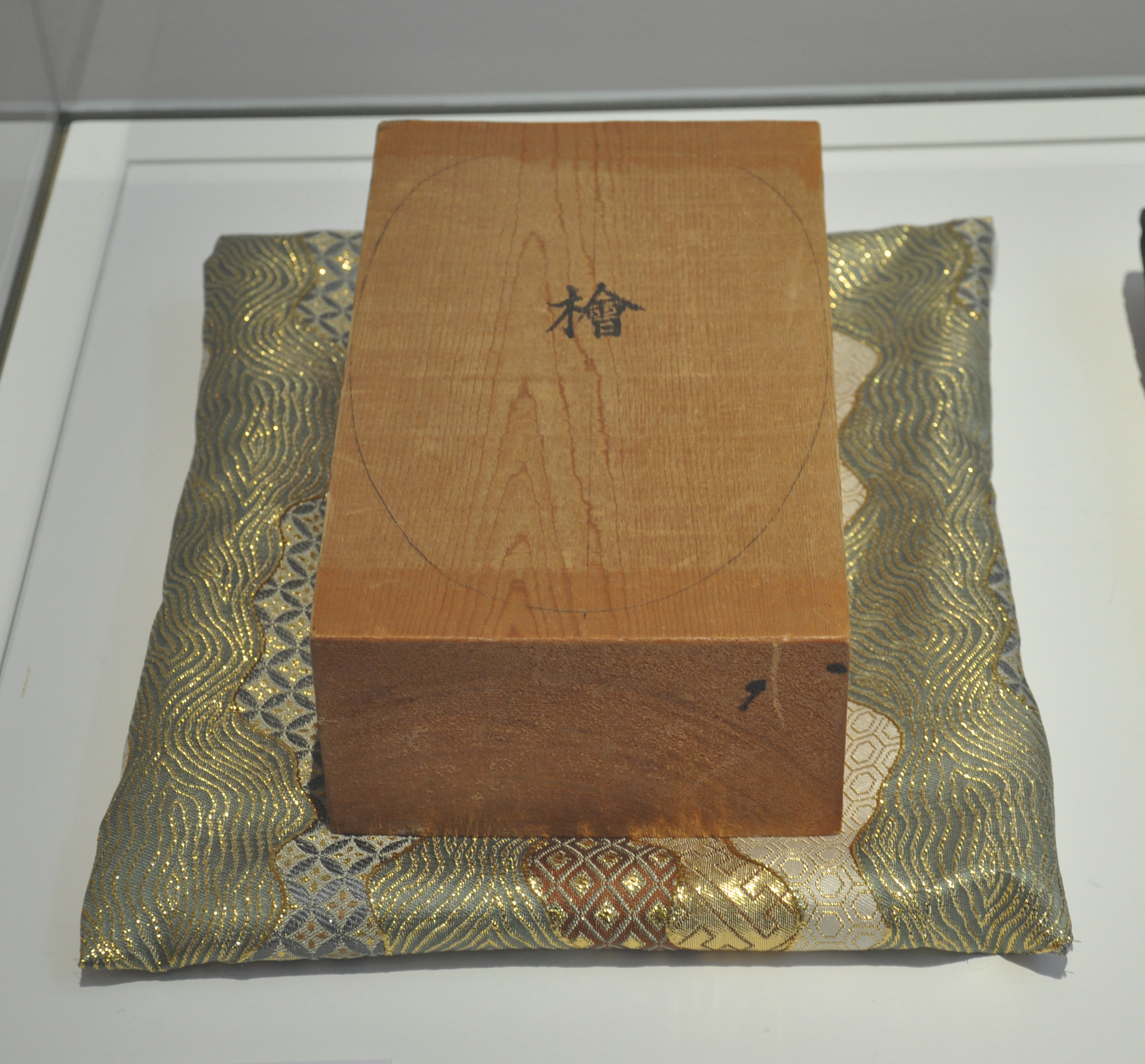
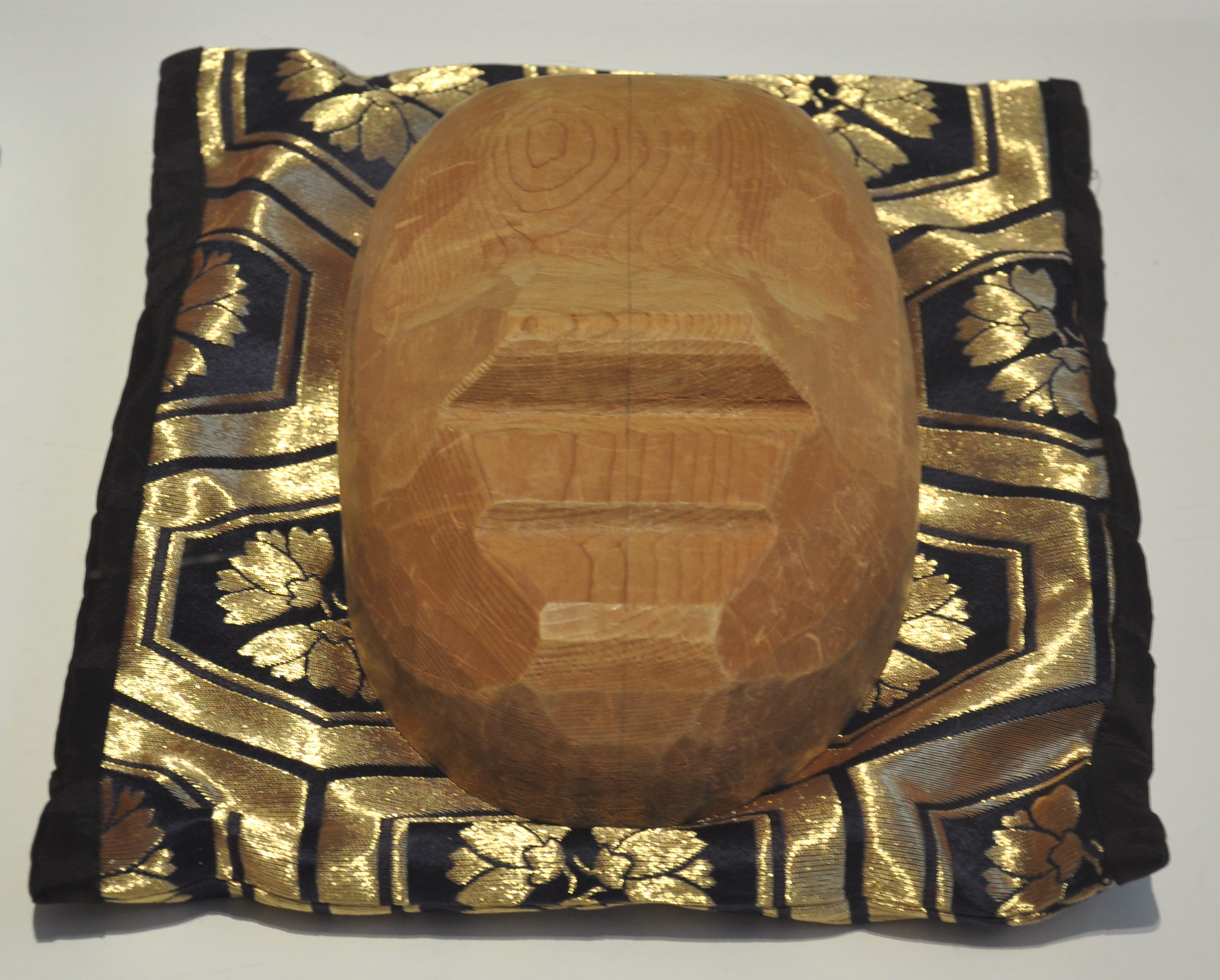
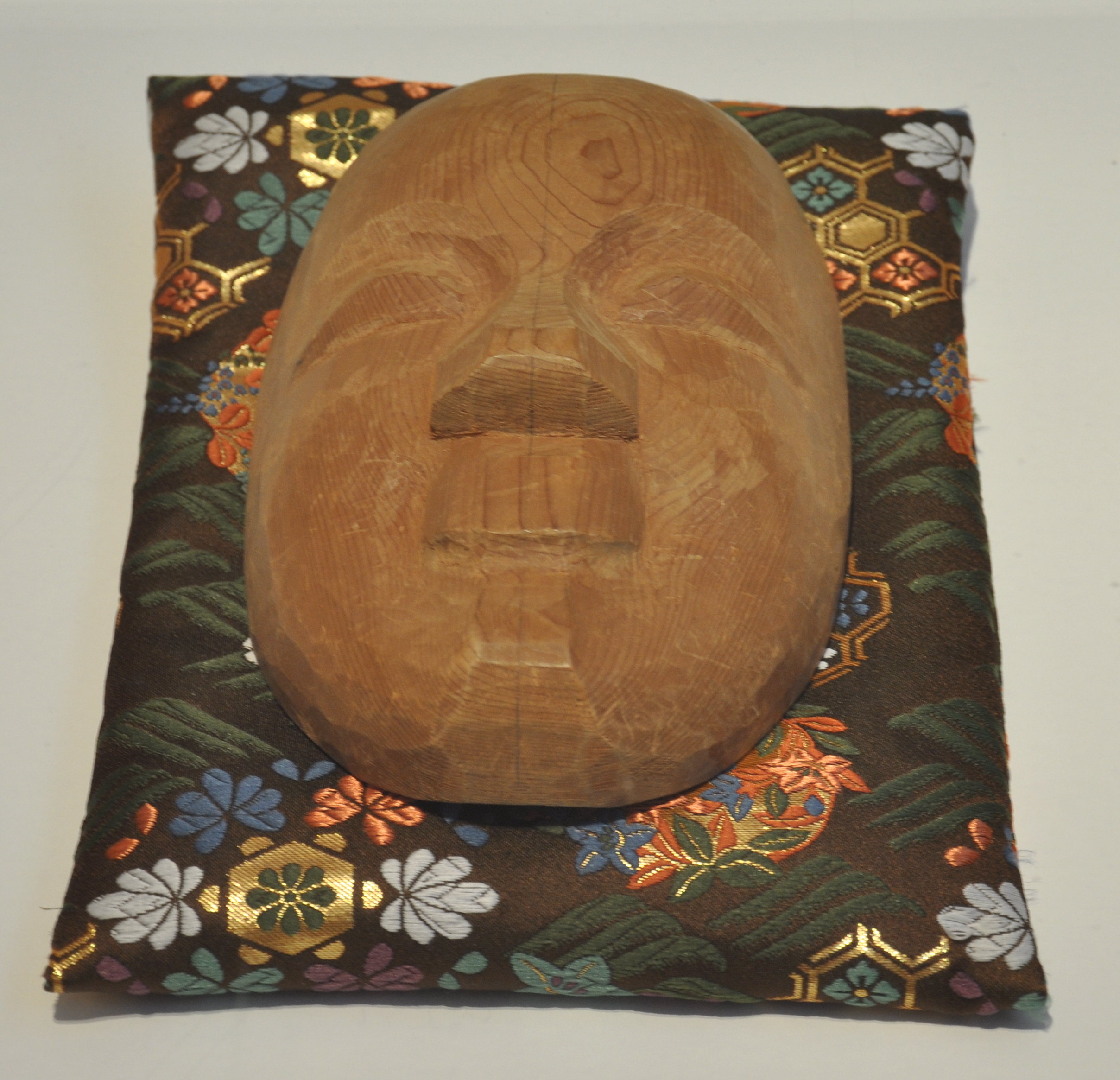
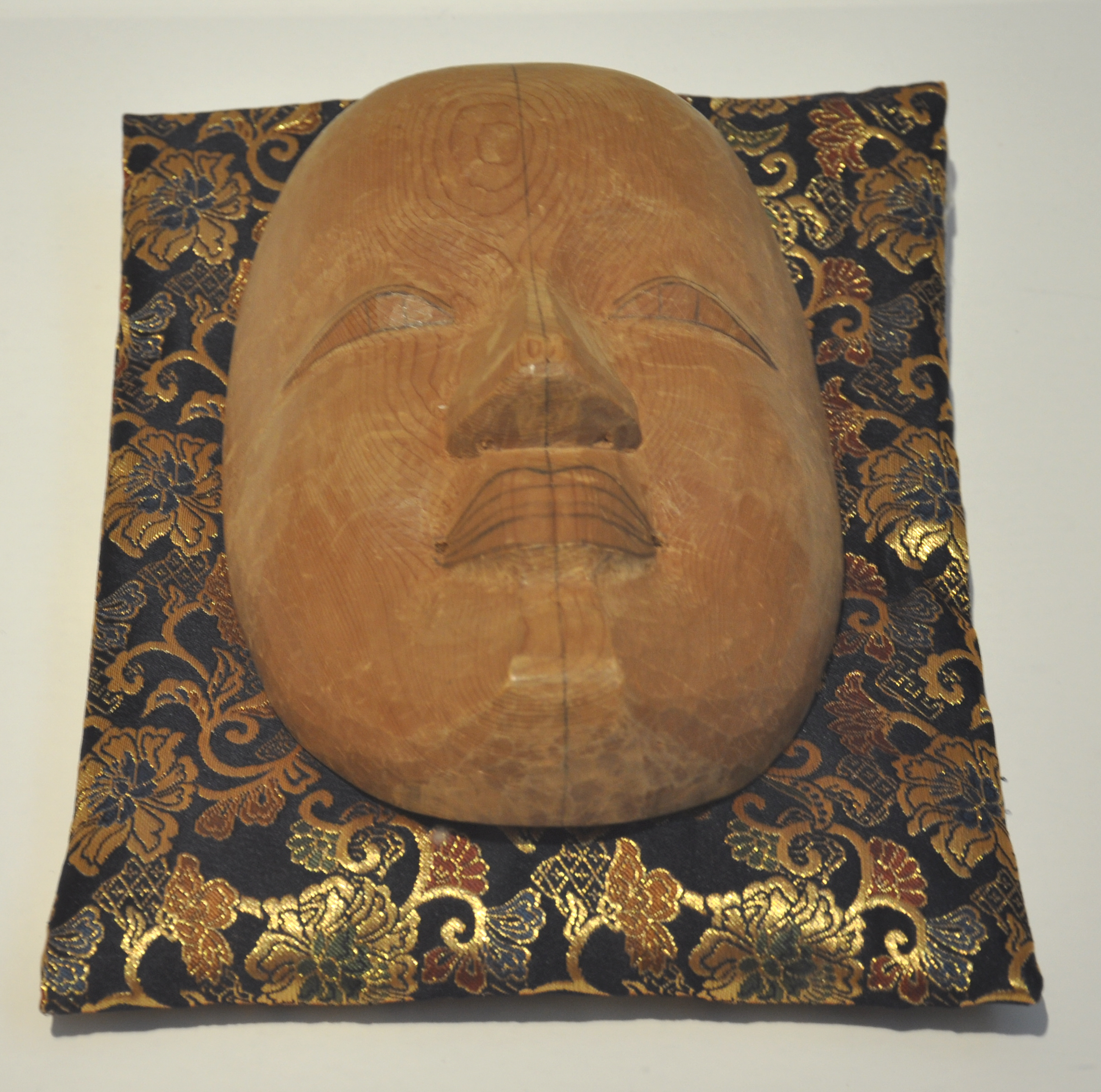
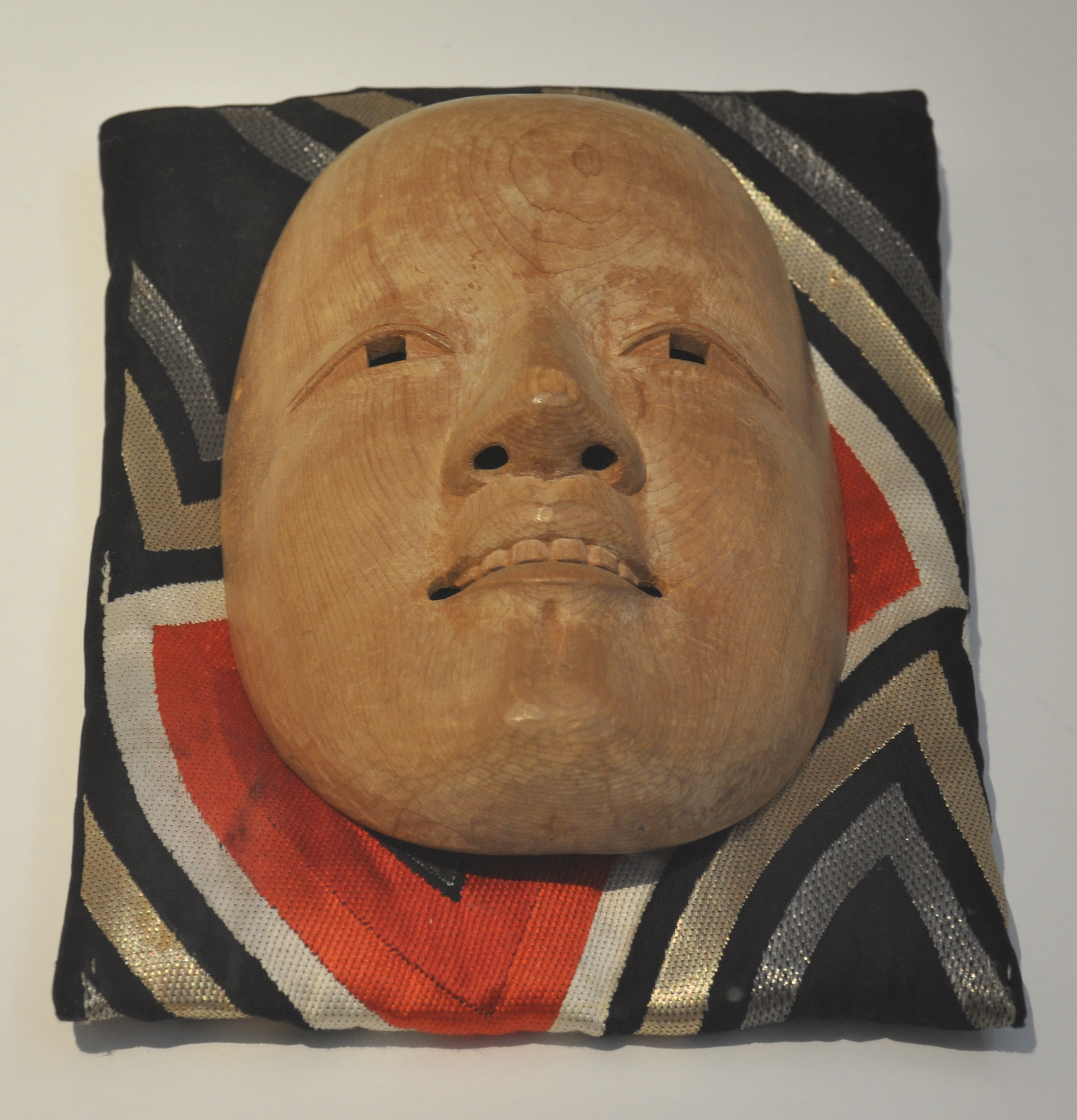

Учёные расходятся в оценке общего количества типов масок; по подсчётам некоторых это число достигает 450. Согласно классификации, приводимой «Японским художественным фондом», маски но подразделяются на маски, использующиеся в спектакле «Окина»; маски стариков; маски богов/демонов; маски мужчин; маски женщин и маски ду́хов. Российская исследовательница театра но Н. Г. Анарина приводит следующую классификацию: маски старцев; маски мужчин; маски женщин; маски сверхъестественных существ — богов, демонов, ду́хов; маски, названные по именам персонажей отдельных пьес. Согласно ещё одной классификации, даваемой Б. Ортолани, — «уникальные» (токусю) маски, по большей части используемые только в одной пьесе; маски богов и демонов (обоих полов); маски стариков (в том числе умерших); маски живых мужчин и женщин; маски ду́хов (обоих полов). Как произведения искусства, маски театра но выставляются в музеях и галереях.
Некоторые из масок театра но:

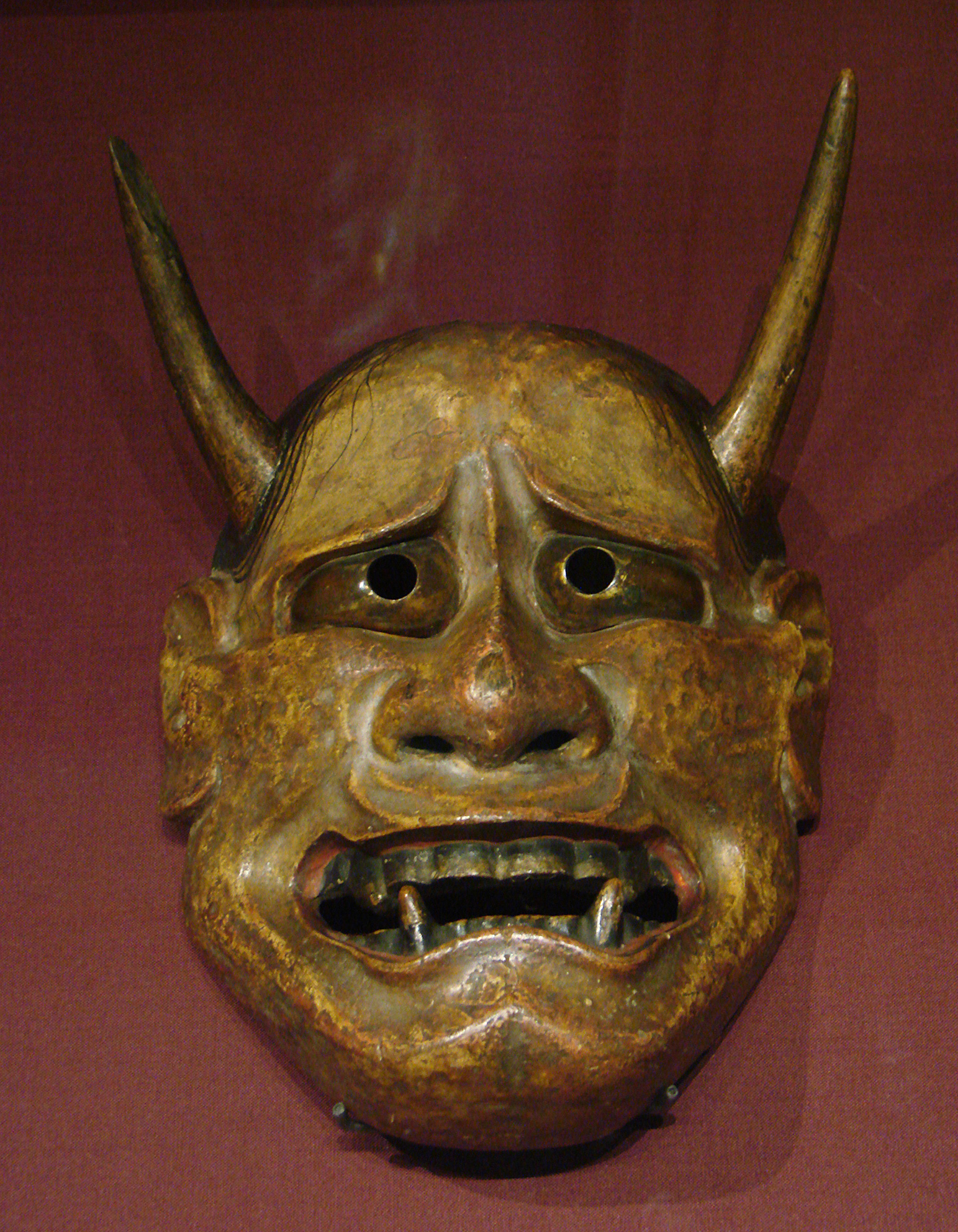
маска женского демона ревности хання
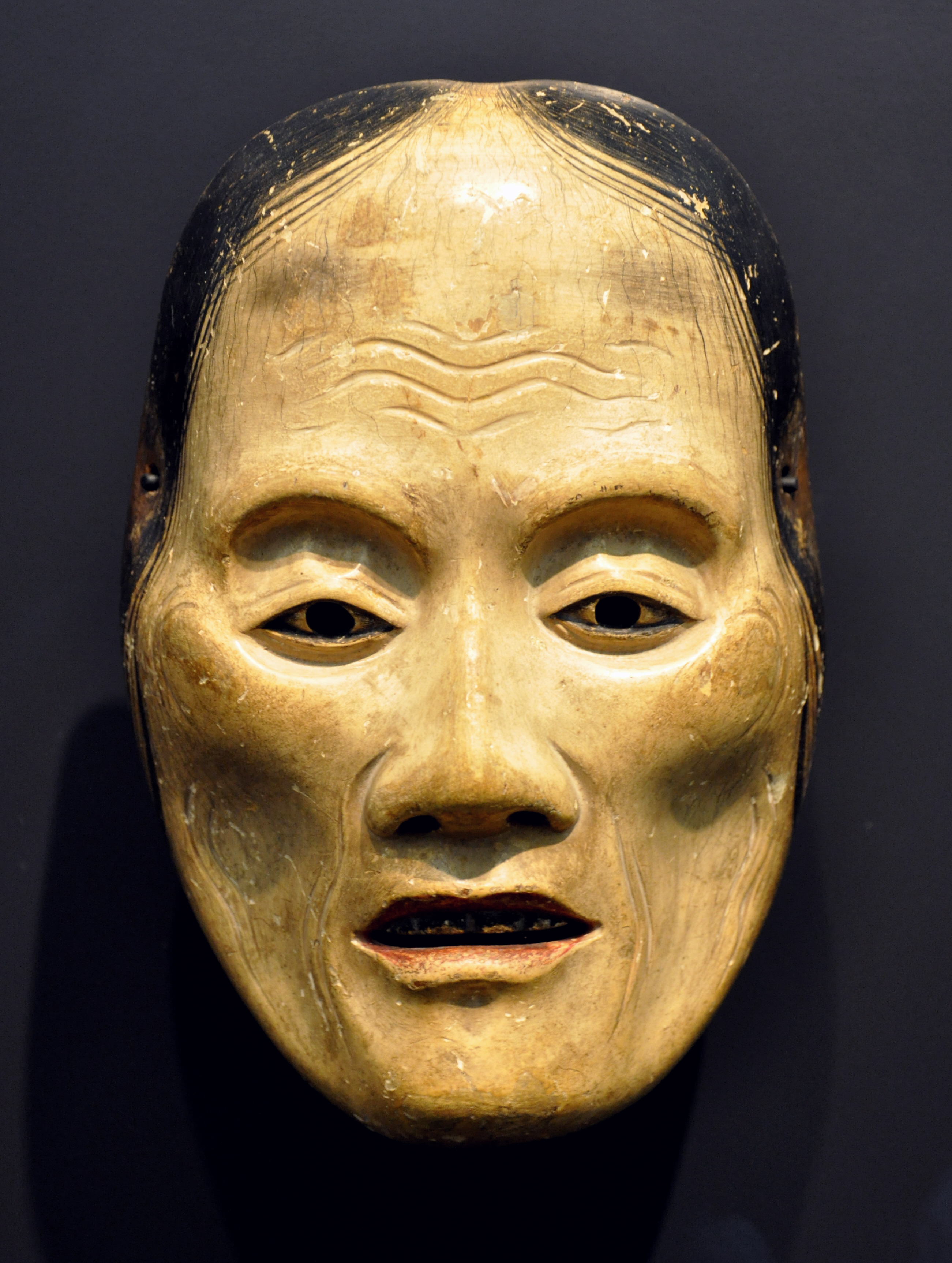
маска старухи родзё
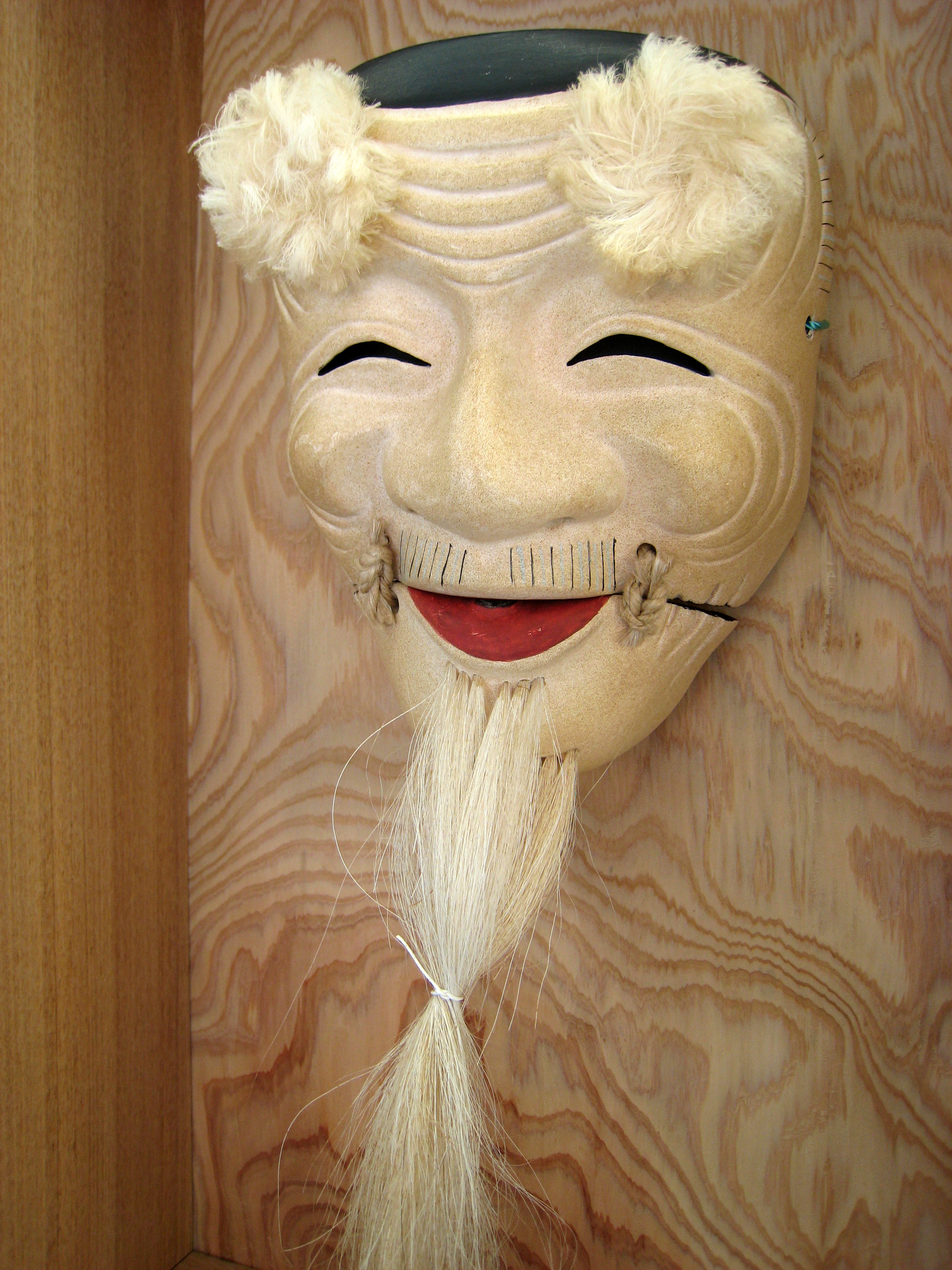
маска окина
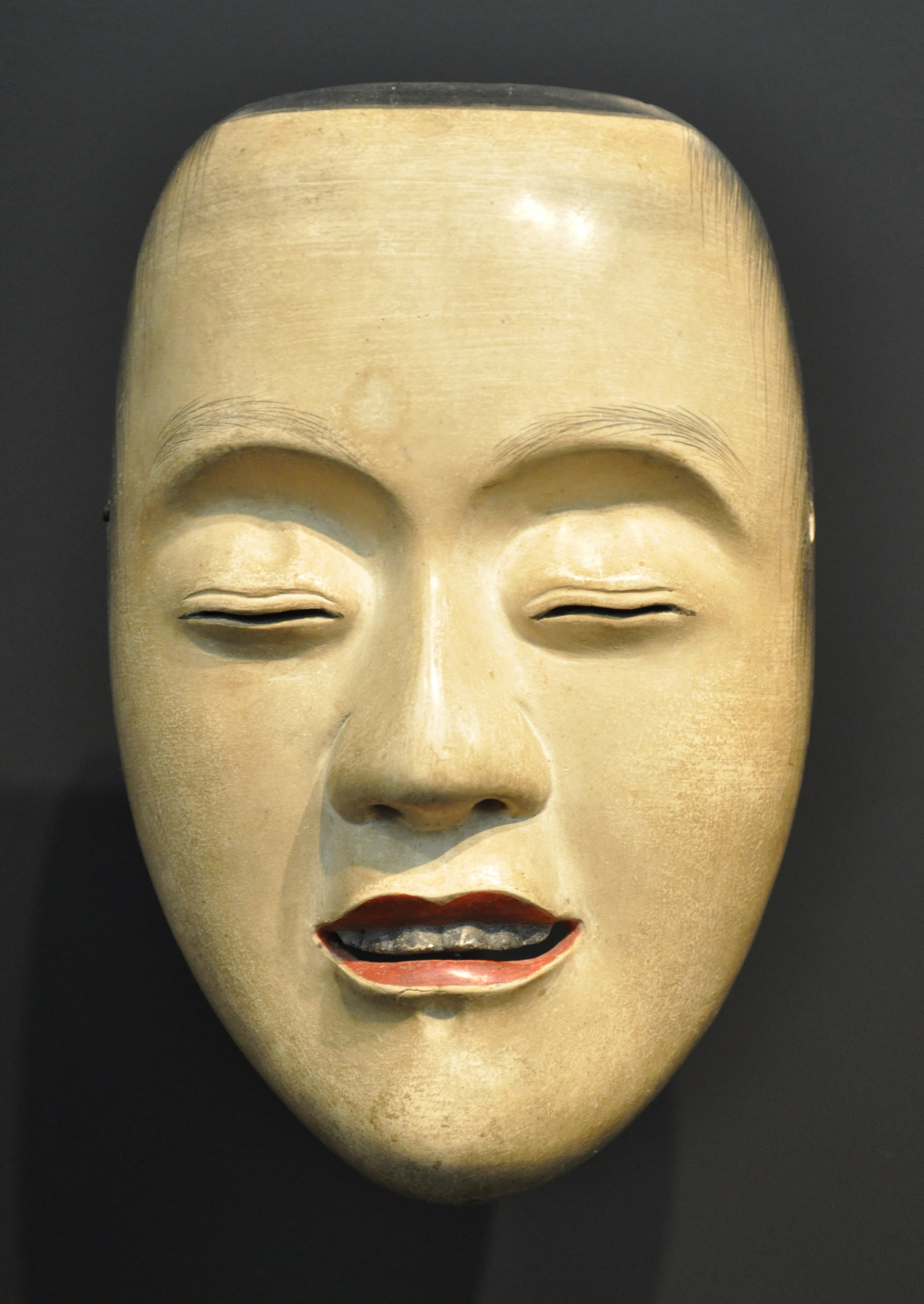
маска слепого юноши сэмимару
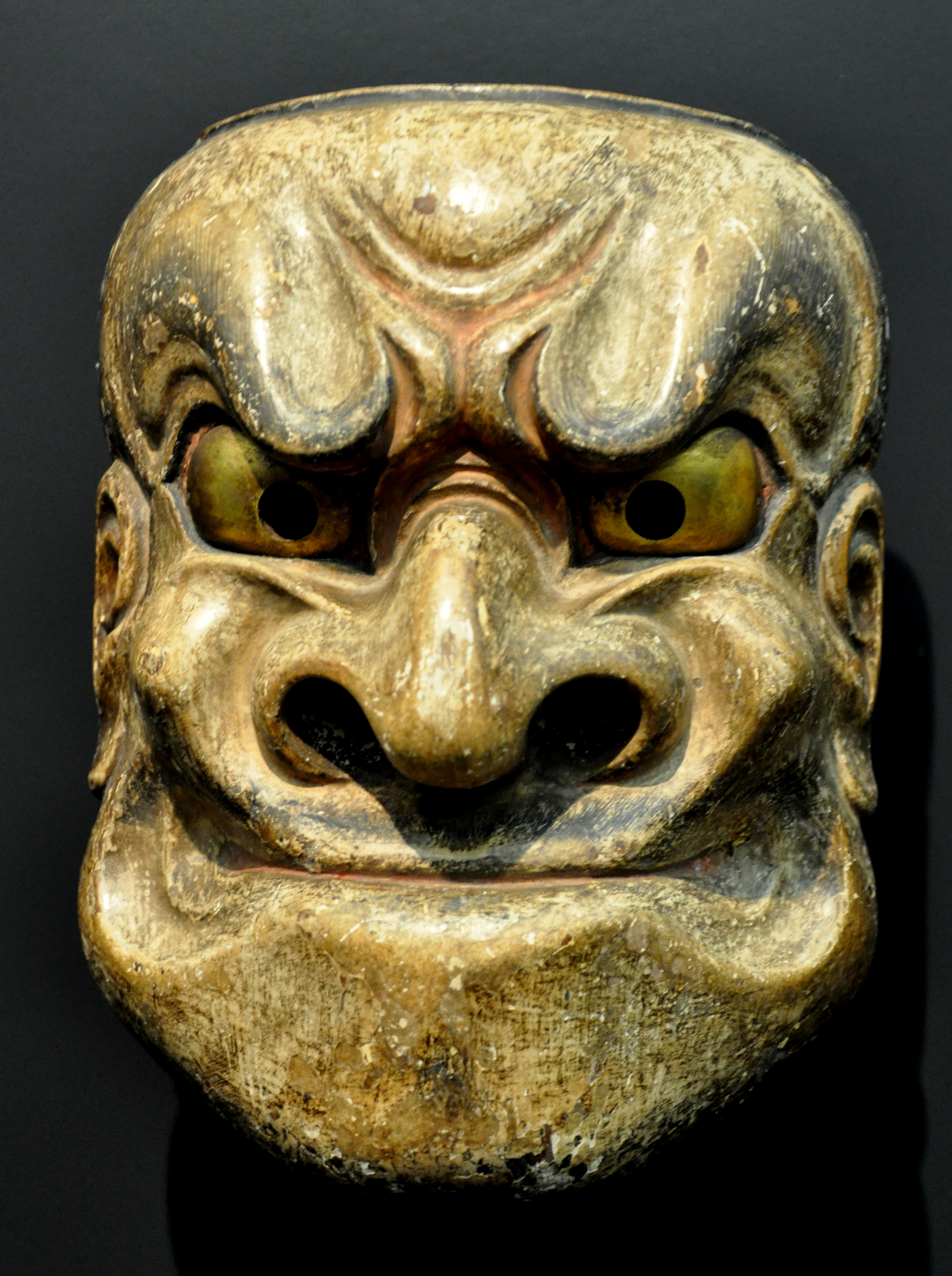
маска для демонических ролей обэсими

Маска в театре но носится только в сочетании с париком. Для её надевания существует особый обряд: актёр кланяется ей, бережно берёт в руки, долго рассматривает, укрепляет на лице и ещё некоторое время смотрит на себя в зеркало. Маска крепится на лице с помощью шнуров, продетых в отверстия по бокам, и завязывается на затылке; чтобы она сидела плотно, на лоб актёра предварительно накладывается завёрнутый в бумагу кусочек хлопчатобумажной ткани. В возрасте 12—13 лет юный актёр в торжественной обстановке проходит обряд посвящения в профессию: глава труппы надевает на его лицо самую древнюю маску — старца Окины. Из-за малого размера глазных отверстий начинающие актёры во время репетиций иногда наталкиваются на других исполнителей.

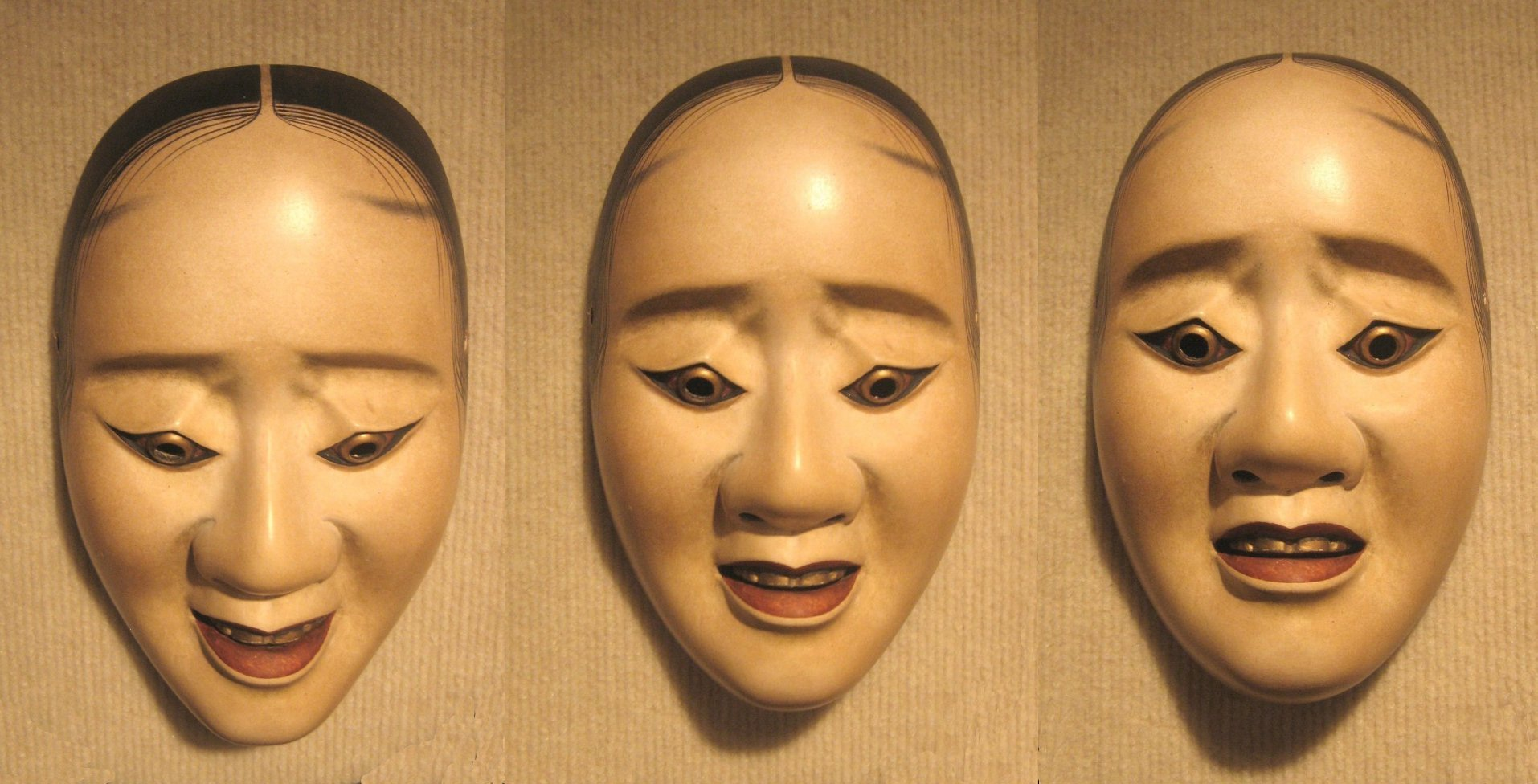
Три фотографии женской маски, показывающие изменение выражения лица в зависимости от угла наклона маски по отношению к наблюдателю (снимки сделаны при фиксированном освещении, падающем на закреплённую на стене маску)

Как и другие вещи в средневековой Японии, маска (наряду с зеркалом, амулетом, мечом) наделялась магическими свойствами; актёр и сейчас продолжает относиться к маске как священному предмету: в актёрской уборной всегда имеется свой алтарь со старинными масками, и исполнитель никогда не переступит через омотэ. Современные актёры играют в масках-копиях и очень редко, в особо торжественных случаях, в старинных. В таких масках, по словам Н. Г. Анариной, на сцену выходит только великий актёр: так, когда Хосё Куро выступал со своим учеником Мацумото в Киото, и у последнего не оказалось нужной маски старца, свою, старинную, предложил один из коллекционеров, но Хосё вернул её со словами, что Мацумото ещё не достиг достаточной степени мастерства, чтобы играть в ней.
С помощью регулирования освещённости маски путём поворота головы актёру удаётся придать ей эффект оживления: он может наклонить её плоскостью лица вверх (омотэ о тэрасу), освещая, и придать выражение радости; наклонить её плоскостью вниз (омотэ у куморасу), обращая в тень, и предать выражение грусти; быстро двигать головой из стороны в сторону (омотэ о киру), показывая сильные эмоции. Экспериментально изменение зрителем восприятия выражения лица маски в зависимости от её угла наклона подтвердили в совместном исследовании японские и британские учёные.
В современном театре но, насколько это возможно, сохраняется техника полного отождествления исполнителя с воплощаемым им героем. В своей книге «Пространство трагедии» Григорий Козинцев писал: «Я начинаю понимать, что „надеть маску“ — процесс такой же сложный, как „вжиться в роль“. Задолго до начала представления артист стоит подле зеркала. Мальчик подаёт ему маску. Артист осторожно берёт её и молча вглядывается в её черты. Незаметно меняется выражение глаз, облик становится иным. Маска как бы переходит в человека. И тогда медленно и торжественно он надевает маску и поворачивается к зеркалу. Их уж нет по отдельности, человека и маски, теперь это целое».

## Театрно, зарубежный театр и другие виды искусства
На фоне проблем, постигших театр но с началом Реставрации Мэйдзи, интерес к этому искусству проявляли и иностранцы. Одним из них был профессор Эрнест Феноллоза, ученик Умэкавы Минору, проживший в Японии с 1878 по 1890 год. Работа Феноллозы Epochs of Japanese and Chinese Art заинтересовала американского поэта Эзру Паунда, и уже после смерти учёного он заполучил от его вдовы заметки, касающиеся в том числе пьес но. В 1916 году им в сотрудничестве с ирландским драматургом Уильямом Батлером Йейтсом, которого считал единственным поэтом, чьё творчество достойно серьёзного изучения, в книге Noh, or Accomplishment были опубликованы собственные редакции пьес театра.
Йейтс, бывший другом и Паунда, и Феноллозы, находился под сильным впечатлением от элегантности и красоты но и включал его элементы в свои работы. Так, в первой пьесе такого рода «Соколиный источник», опубликованной в 1917 году, персонажи либо носят маски, либо имеют грим, похожий на омотэ; впоследствии уже пьеса «Соколиный источник» была переработана Ёкоти Марио в синсакуно «Така-но идзуми» и положена на музыку в 1949 году Китой Минору.
Пьесы в духе театра но, который он сам называл «драмой мудрости», создавал Пол Гудман. В доме у другого американского автора — драматурга Юджина О’Нила — наряду с изречениями Конфуция на стенах висели и маски театра но; омотэ посвящено его эссе Memoranda on Masks (1932). Структура четырёх пьес О’Нила («Долгий день уходит в ночь», «Продавец льда грядёт», «Хьюи», «Луна для пасынков судьбы») повторяет сюжетный элемент пьес ёкёку, когда драматическое действие на сцене прекращается, и герои повествуют о событиях прошлого. Поэт и писатель Поль Клодель, находясь в Японии на посту посла Франции с 1921 по 1927 год, посетил тринадцать представлений театра но, который впоследствии оказал влияние и на его работы, в том числе и в аспекте ретроспективного показа событий.
Влияние театра но испытывали такие музыканты, как Бенджамин Бриттен, Оливье Мессиан, Карлхайнц Штокхаузен и Янис Ксенакис. Композитор Гарри Парч называл но одним из самых утончённых искусств за всю историю человечества. Определённое время он провёл в изучении доступной ему литературы об этом театре: книги Уильяма Малма о структуре пьесы, переводов Артура Уэйли, а также работ Йейтса, о которых впоследствии высоко отзывался. Как отмечает Уилл Салмон, наиболее заметно влияние но на творчество Парча в его сочинении Delusion of the Fury (1966): первый акт работы написан на основе пьес «Ацумори» Дзэами и «Икута» Компару Дзэмпо, а его структура в целом соответствует структуре пьес мугэн-но.

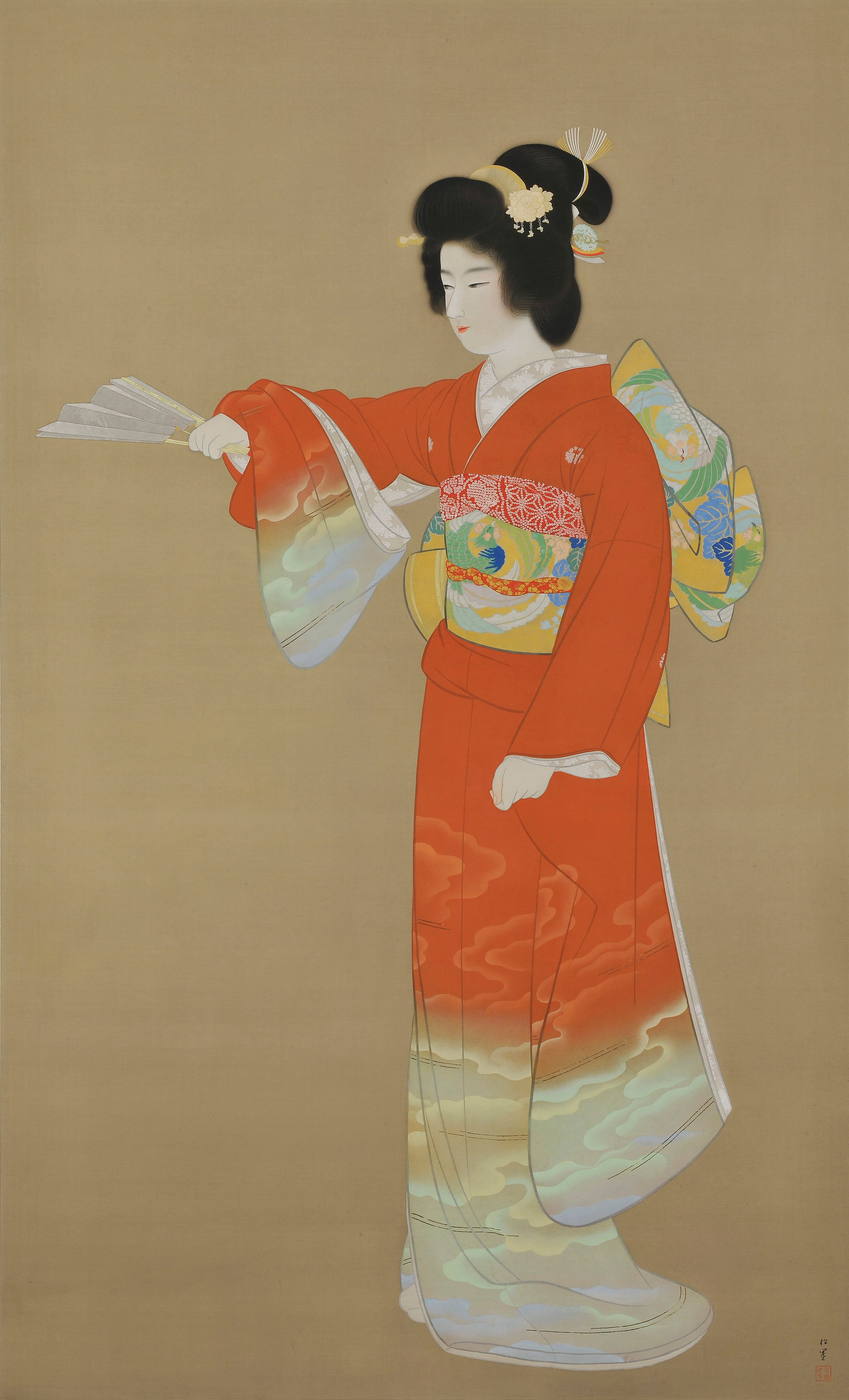
Картина «Дзё-но маи» Уэмуры Сёэн

Под влиянием но находились такие театральные деятели, как Эудженио Барба, Ежи Гротовский, Жак Лекок, Бертольт Брехт, Шарль Дюллен и Джером Роббинс. Несколько пьес Уильяма Шекспира под формат театра но обработаны Наги Уэдой, адаптированные англоязычные пьесы создаёт Ричард Эммерт; в Сан-Франциско действует основанный Юрико Дои Theater of Yugen; написаны пьесы о судьбе Мартина Лютера Кинга и военных потерях Японии во Второй мировой войне. Интерес к но проявляли французский режиссёр Жан-Луи Барро и английский актёр Эдвард Гордон Крэг, хотя последний, также как и Йейтс, никогда не был зрителем спектакля. Крэг утверждал, что для понимания но нужно родиться и жить в Японии и был против имитации японского театра на западной сцене.
Знатоком театра но был режиссёр Акира Куросава. В картине 1957 года «Трон в крови», снятой по мотивам пьесы Уильяма Шекспира «Макбет», он не раз обратился к искусству но: в декорациях, гриме персонажей, построении мизансцен. Актёрам фильма Куросава показывал фотографии омотэ, которые считал наиболее близкими к характеру той или иной роли, и говорил, что маска и есть их роль. Так, в сцене, где Асадзи (леди Макбет) в исполнении Исудзу Ямады просит мужа убить властителя, выражение её лица повторяет выражение, запечатлённое в сакуми — маске немолодой и близкой к безумию женщины, а выражение лица Такэтоки Васидзу (Макбет), сыгранного Тосиро Мифунэ, походит на то, что изображает маска воина хэйда.
К но обращался и другой японский режиссёр, Канэто Синдо. В фильме 1972 года «Металлический обруч», снятом по мотивам пьесы, предположительно написанной Дзэами Мотокиё и рассказывающей о женской ревности, одну из главных ролей — мужа, вовлечённого в любовный треугольник, — сыграл актёр театра но Хидэо Кандзэ. Отсылки к искусству но встречаются на протяжении всего фильма; сама картина начинается с показа маски дэйган. В более раннем фильме Синдо, «Женщина-демон», демона ревности хання с помощью омотэ пугает свою невестку пожилая женщина.
В фильме 1985 года «Ран», который Акира Куросава снимал в возрасте семидесяти пяти лет и впоследствии называл лучшим из своих фильмов, режиссёр вновь обратился к но. Также как и в фильме «Трон в крови», действие в «Ране» разворачивается в феодальной Японии XVI века, а выражения лиц персонажей соотносятся с омотэ: в сцене охоты на кабанов камера крупным планом фиксирует лицо тирана Итимондзи Хидэторы (в исполнении Тацуи Накадаи), повторяющее черты относимой одними специалистами к числу старческих, а другими к числу демонических маски акудзё, с большими глазами и седыми волосами, развевающимися на ветру. После того, как крепость Хидэторы была сожжена, а свита убита, его, чудом спасшегося, лицо с запавшими глазами и растрёпанными волосами походит на маску сивадзё духа старика, вынужденного вечно бродить по земле за те грехи, которые он совершил при жизни. В финальной сцене, когда другой персонаж фильма — потерявший зрение Цурумару — палкой ощупывает парапет разрушенного замка, его лицо отражает черты ёробоси — маски слепого человека.
На танцевальных традициях японских театров но и кабуки основывается буто. Так, один из танцев этого искусства «Сумидагава» был создан хореографом Накадзимой Нацу на основе одноимённой пьесы Кандзэ Мотомасы о мучительных поисках матери своего пропавшего ребёнка, который, как оказывается впоследствии, погиб. Одну из групп миниатюрных скульптур нэцкэ составляют те, что с вариациями или точно повторяют вид омотэ: например, Корэмоти, герой пьесы «Момидзигари» Кандзэ Нобумицу, чаще всего изображается в нэцкэ спящим под деревом, в то время как из дупла вылезает демон, чьё лицо походит на маску хання. Искусство но нашло отражение в работах художницы Уэмуры Сёэн: театр вдохновил её на создание картин «Дзё-но маи» и «Соси-араи Комати».

## Комментарии
1. ↑  В литературе также встречается написание ноо. К примеру, в следующих источниках: [1][2].
2. ↑  Аналогичным образом деятели начала периода Мэйдзи опасались использования слова «саругаку», предполагая, что это унижает их в глазах иностранцев[37].
3. ↑  В 1881 году появилось общество меценатов театра но «Ногакуся» (переименовано в 1896 году в «Ногакукай»[88]), которое существует и в настоящее время[86][89].
4. ↑  В числе актёров но, удостоившихся звания нингэн-кокухо, были Мацумото Кинтаро, Кита Роппэйта и Конго Ивао[99].
5. ↑  В пьесах но могут принимать участие и несколько актёров аикёгэн: так, в сценках гэкиай участвуют не менее двух аи, которые при этом танцуют и поют[121].
6. ↑  В самом святилище Касуга более пятисот лет проводятся фестивали курокава-но, на которых исполняются пьесы театров но и кёгэн[166].
7. ↑  В старину бамбуковыми стеблями, воткнутыми в землю, обозначалось место выхода актёров на временно сооружаемых сценах[167][169].
8. ↑  Первый реестр существующих пьес «Нохон сакуся тюмон» («Список пьес но и авторов») был составлен в 1524 году, в него вошли 352 произведения[61].
9. ↑  Под имаё исполнялись танцы сирабёси[англ.], структура которых использовалась авторами но на раннем этапе развития театра: спектакль начинался со вступительной песни, а затем при общем нарастании темпоритма следовали перемежавшиеся песнями танцы[185].
10. ↑  О смене места действия по ходу спектакля могут говорить текст, движения актёра, смена места на сцене или позы, изменение характера музыки[194].
11. ↑  В названии син дан дзё кё ки используется китайское прочтение японских иероглифов, обозначающих следующие слова: «божество» (кит. син ↔ яп. ками), «мужчина» (дан ↔ отоко), «женщина» (дзё ↔ онна), «безумный» (кё ↔ куруи), «демон» (ки ↔ они). Также используется обозначение син нан нё кё ки[206].
12. ↑  Примечание: представленная в статье классификация не является полной; каждый из циклов пьес имеет свои подкатегории, а некоторые из подкатегорий имеют свои подгруппы пьес. Классификацию по подкатегориям и подгруппам см., к примеру, в издании Historical Dictionary of Japanese Traditional Theatre профессора Бруклинского колледжа Самуэля Л. Лейтера.
13. ↑  Ритмическое совпадение игры флейты и барабанов носит название авасэбуки, несовпадение — асирайбуки[257][256]; ритмическое совпадение игры музыкальных инструментов и пения утаи — авасэгото[258], несовпадение — асирайгото[259]
14. ↑  Для усиления звука музыкант также может прикреплять на кончики пальцев смоченную слюной бумагу[264][266].
15. ↑  Существует особый вид концерта — су-утаи, в котором ситэ, ваки, цурэ, дзиутаи и, при необходимости, аикёгэн поют сидя без музыкального сопровождения, таким образом фокусируя внимание зрителей на красоте языка и вокальной музыки[271].
16. ↑  Лидер хора, контролирующий ритм и интервалы пения, носит название дзигасира[275][276].
17. ↑  К примеру, ранбёси в «Додзёдзи»[292].
18. ↑  Существуют танцы (т. н. аимаи), в которых танцуют два и более актёра[293]. Танцы, исполняемые под аккомпанемент фуэ, коцудзуми и оцудзуми, носят название дайсё моно[294], исполняемые под аккомпанемент тайко — тайко моно[295].
19. ↑  Маски пьесы «Окина», использовавшиеся в прошлом в священных ритуалах, продолжают сохранять статус святынь и объектов поклонения[338]. Свято, вместе с тем, для актёров и сценическое пространство — такую особенность театр но вобрал в себя из дэнгаку[348].